# Maître E. S.
Le Maître E. S. (anciennement appelé Maître de 1466) est un graveur, orfèvre et dessinateur allemand anonyme du gothique tardif, né vers 1420 et mort vers 1468, actif dans la région du Rhin supérieur.
Le nom de convention qui lui a été attribué par les historiens d'art provient du monogramme « E. S. » qui apparaît sur dix-huit de ses gravures. Il a d'ailleurs pu être tenu comme le premier graveur à signer ses œuvres — même si cette interprétation des initiales reste sujette à caution. À côté de deux dessins qui lui sont attribués selon un consensus unanime, 318 gravures au moins sont aujourd'hui considérées comme de sa main.
Issu de la deuxième génération des graveurs sur métal, pionnier de la gravure au burin, il est le graveur allemand le plus remarquable avant Martin Schongauer, puis Albrecht Dürer.

## Biographie
Le graveur désigné dans l'histoire de l'art par le nom de convention de « Maître E. S. » est un artiste anonyme du milieu du XVe siècle, connu uniquement à travers ses œuvres : aucun nom, ni aucune source écrite comportant des données biographiques le concernant n'ont été à ce jour identifiées.

### Désignation conventionnelle
Les initiales qui servent à le désigner font référence aux dix-huit de ses trois cent dix-huit gravures actuellement attribuées portant, soit les deux lettres « E. S. » en majuscules (L. 51, 56, 57, 65, 150, 158, selon le classement établi par Max Lehrs en 1910 et qui continue de faire autorité), soit un « e » minuscule et un « S » majuscule (L. 61, 76, 190), soit « e s » en minuscules (L. 164), soit la seule lettre « E », là encore aussi bien en majuscule (L. 81, 60, 187, 309) qu'en minuscule (L. 72, 96, 99), également inversée (L. 15). Jamais le « S » n'apparaît seul.

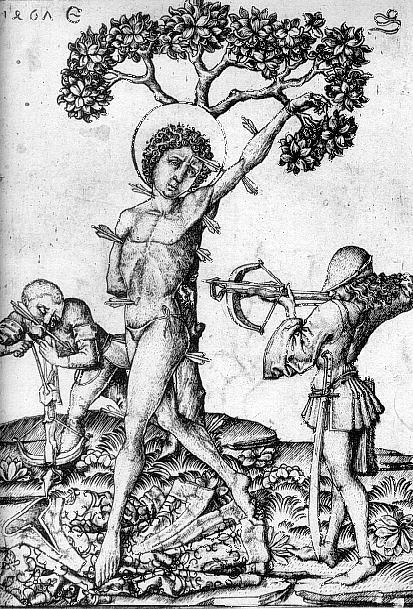
« 1467 E S » sur le Martyre de Saint Sébastien, 152 × 107 mm, L. 158
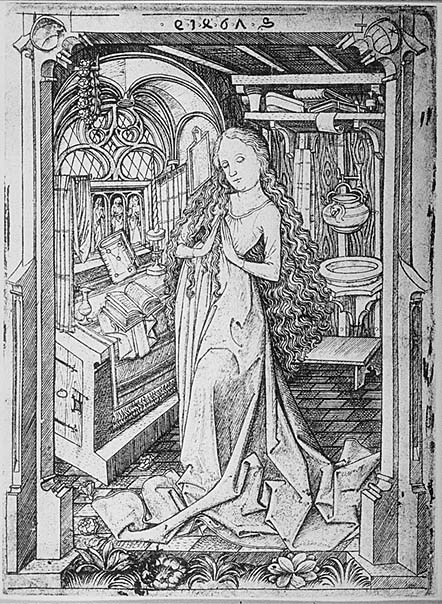
« e 1467 S » sur la Vierge en prière dans son cabinet, 152 × 112 mm, L. 61
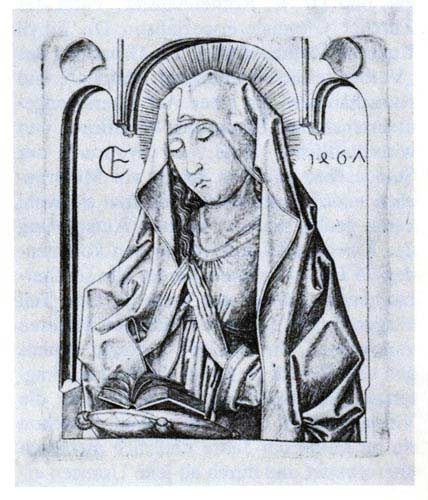
« E 1467 » sur Demi-figure de Marie en prière, 146 × 120 mm, L. 60
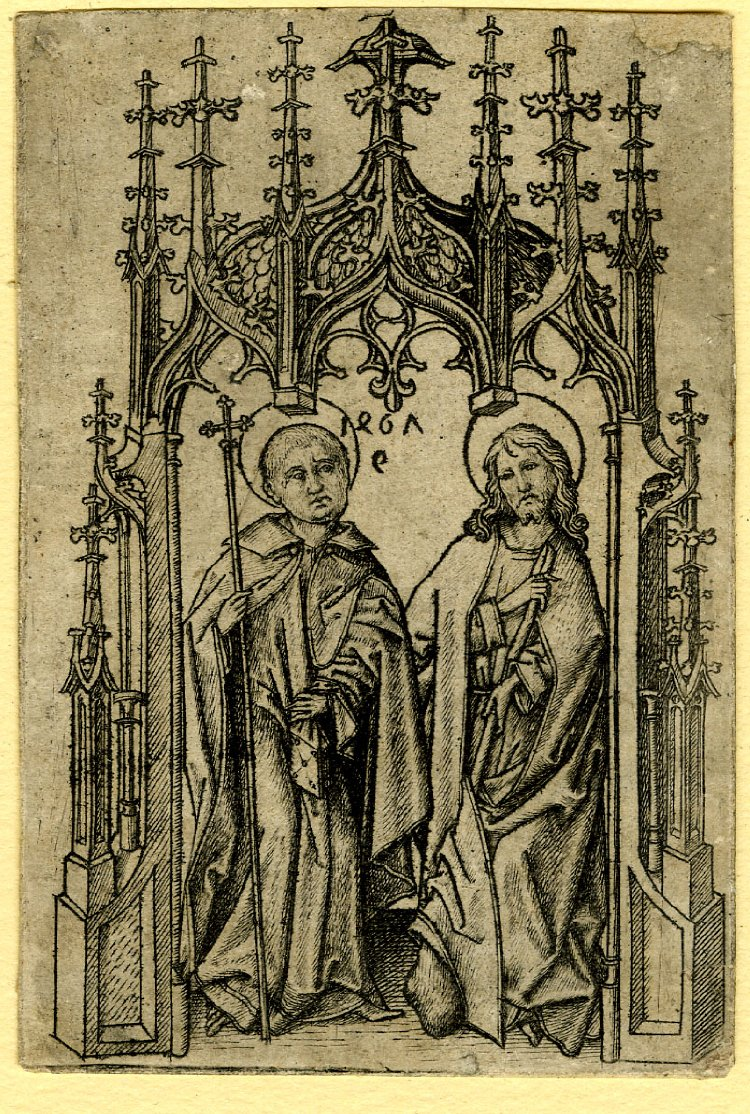
« 1467 e » sur les Apôtres Philippe et Jude, 97 × 65 mm, L. 96 (ou L. 99)
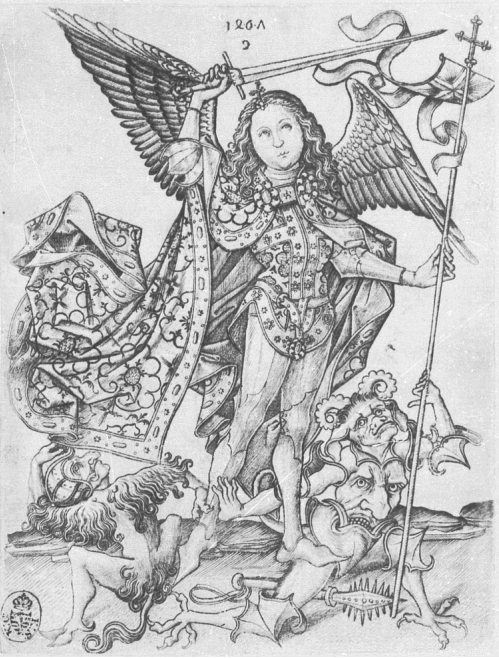
« 1467 e (inversé) » sur Saint Michel, 177 × 133 mm, L. 154

Interprétées comme un monogramme, ces initiales ont suscité de nombreuses hypothèses, sans qu'aucune ne s'avère réellement satisfaisante. On a ainsi avancé les noms d'Erhard Schön, E. Stern, Egidius Stechlin, Erhard Schongauer, Endres Silbernagel, ou encore Erwin von Stege, maître des médailles de l'empereur Frédéric III. La lettre « S » a également pu être considérée comme l'initiale, non d'un nom de famille, mais d'un lieu : ainsi Max Geisberg propose d'y voir la marque d'un maître de Strasbourg.
En 1988, l'historien d'art Horst Appuhn remet en question l'idée d'un monogramme désignant les initiales d'un maître, et avance l'hypothèse d'une référence au monastère bénédictin d'Einsiedeln, actuellement situé en Suisse. Il s'appuie pour cela sur les trois gravures de la Madone d'Einsiedeln datées de 1466 (L. 81, 72 et 68), et créées selon toute vraisemblance à l'occasion d'un important pèlerinage. La lettre « E » renverrait alors à « Einsiedeln », et le « S », par exemple, à l'initiale de « sanctum » (« le lieu saint »), de « Schwyz » (« la Suisse »), ou encore de « solitudo » (« la solitude »), traduction latinisée d'« Einsiedeln ».

### 1466 et 1467, et les problèmes de datation

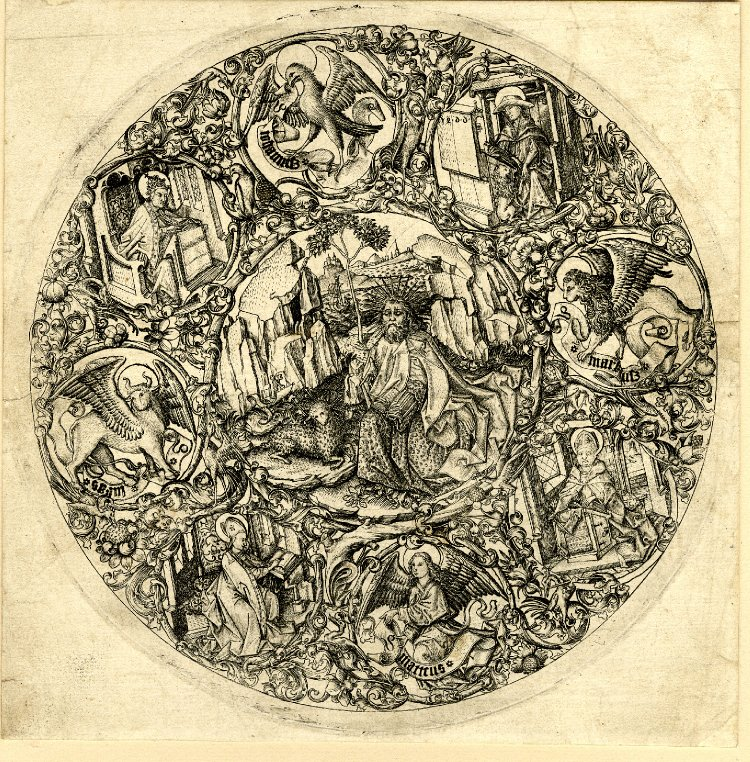
« 1466 » sur le pupitre de saint Jérôme, en haut à gauche, Saint Jean Baptiste avec l'agneau de Dieu, diamètre 182 mm, L. 149

En plus des initiales, quatorze des gravures attribuées au maître présentent des dates : quatre mentionnent « 1466 » (L. 68, 72, 81 et 149), ce qui a pu lui donner l'autre nom de convention de « Maître de 1466 », et dix l'année suivante, « 1467 » (L. 51, 56, 60, 61, 76, 96, 150, 154, 158, 190). Une autre gravure est datée de 1461 (Sainte Barbe, L. 164).
Selon l'opinion la plus répandue parmi les historiens d'art, ces années 1466 et 1467 seraient les dernières de la vie du Maître, dans la mesure où elles correspondent à sa manière la plus aboutie. De là, on en a déduit la date approximative de sa mort, et le classement chronologique de ses œuvres : Max Lehrs comme Max Geisberg ont alors placé près de la moitié des gravures du Maître autour de ces deux années, pour une carrière évaluée à vingt ans environ.
Max Lehrs propose d'expliquer l'apparition spectaculaire d'un monogramme et d'une date sur des œuvres tardives, à une époque où les gravures étaient encore anonymes, en y voyant le signe d'un maître au faîte de sa carrière, désormais confiant dans sa renommée et sa réputation. Pour Horst Appuhn cependant, ces hypothèses ne vont pas sans poser problème. Tout d'abord, il juge peu convaincante l'idée d'une abondante production — de près de cent cinquante gravures — en deux années seulement, alors que l'autre moitié se répartirait sur l'ensemble des vingt années restantes. De plus, il insiste sur le fait que la date de 1466 correspond à l'année du jubilé marquant le 500e anniversaire de la reconnaissance, par le pape Léon VIII, de la consécration angélique de la chapelle mariale d'Einsiedeln : aussi pourrait-elle renvoyer, non à la vie du graveur, mais bien plutôt à la destination précise des gravures, vendues comme images pieuses aux pèlerins se rendant au monastère. Il propose donc d'y voir des commandes effectuées par l'abbé Gerold von Hohensax, qui dirigeait alors l'abbaye, pour éclairer d'un jour nouveau la signification des initiales et des dates, commémorant un événement — et pouvant même être présentes sur des œuvres réalisées quelques années après les fêtes du jubilé.
Ceci viendrait donc nuancer, plus que totalement infirmer, l'hypothèse généralement avancée d'un atelier, et donc de graveurs aux techniques non totalement homogènes, pour expliquer les différences stylistiques notables entre des œuvres jusqu'alors tenues pour chronologiquement proches.

### Origine, influences et formation
D'après le dialecte alémanique dans lequel sont rédigées les inscriptions que comportent ses œuvres, ses caractéristiques stylistiques et iconographiques, les blasons qu'il représente, le filigrane de son papier, ainsi que l'influence stylistique qu'il a exercée sur les autres ateliers et artistes, on en a conclu qu'il avait été actif dans la région du Rhin supérieur au milieu du XVe siècle.

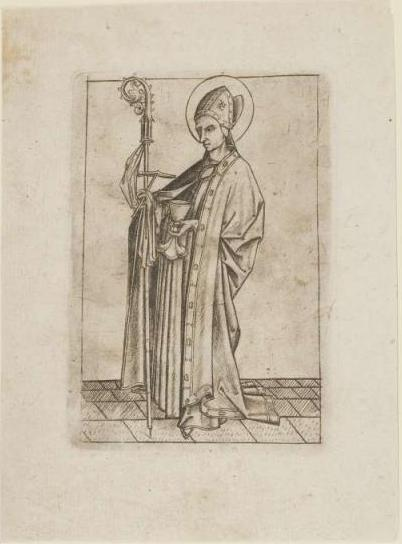
Saint Éloi, L. 141

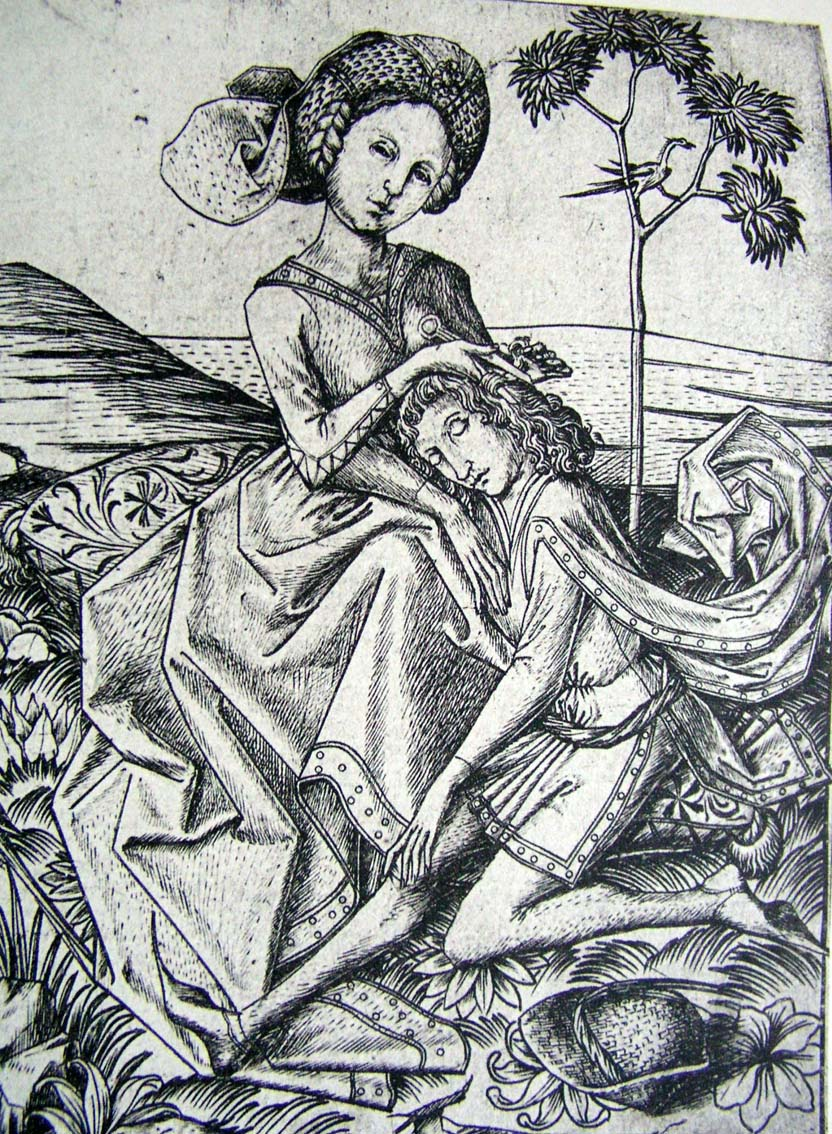
Dalila coupant la chevelure de Samson, L. 6

Les différentes hypothèses font débuter l'activité de Maître E. S. à partir de la fin des années 1440, et placent l'essentiel de son œuvre entre 1450 et 1468, aussi bien à Constance ou dans la région du lac de Constance qu'à Bâle ou au nord de la Suisse, puis plus tard à Strasbourg. Des études comparatives ont prouvé une influence stylistique de la part des peintres primitifs flamands tels que Rogier van der Weyden ou Dirk Bouts, ou encore du suisse Konrad Witz, mais aussi d'artistes strasbourgeois tels que le sculpteur Nicolas Gerhaert de Leyde et le Maître de la Passion de Karlsruhe. Si la comparaison avec le Maître des Cartes à jouer, l'un des premiers graveurs allemands actuellement reconnus, mène parfois à établir une filiation entre les deux artistes, celle-ci n'est pas toujours tenue pour nécessaire, dans la mesure où la formation d'orfèvre qui lui est généralement supposée peut suffire à expliquer le développement de son œuvre.
Un faisceau d'indices concordants dénote en effet une formation d'orfèvre plutôt que de peintre. Sa pratique du burin depuis ses premières œuvres prouve notamment une réelle familiarité avec un outil associé à l'orfèvrerie, et certaines gravures révèlent l'utilisation d'un poinçon d'orfèvre, par exemple pour marquer les cercles ornant la bordure de la robe de Dalila dans Dalila coupant la chevelure de Samson (L. 6). Et si l'on connaît de lui deux représentations de saint Éloi, le saint patron des orfèvres (L. 141-142), une partie de ses gravures est clairement destinée à servir de modèles à des travaux d'orfèvrerie (L. 193-201 et L. 306-317), et classée comme telle par Max Lehrs.

### Atelier et suiveur
Le graveur et orfèvre Israhel van Meckenem le Jeune (actif de 1465 à sa mort, en 1503) semble être entré dans l'atelier de Maître E. S. à la fin de la carrière de ce dernier, peut-être en tant que principal assistant. Cent quarante-cinq gravures de van Meckenem sont en effet des copies de Maître E. S., dont il acquiert à sa mort quarante-et-une plaques de cuivre gravées, qu'il retouche et sur lesquelles il ajoute sa propre signature. Il peut aussi réinterpréter des gravures existantes pour les insérer dans un nouvel ensemble : la scène centrale de la gravure circulaire de van Meckenem représentant un Couple de musicien à la fontaine est par exemple directement copiée de Maître E. S. (L. 103), mais est signée « Israhel » et est entourée d'une large bordure ornementale qui n'existe pas dans l'original.

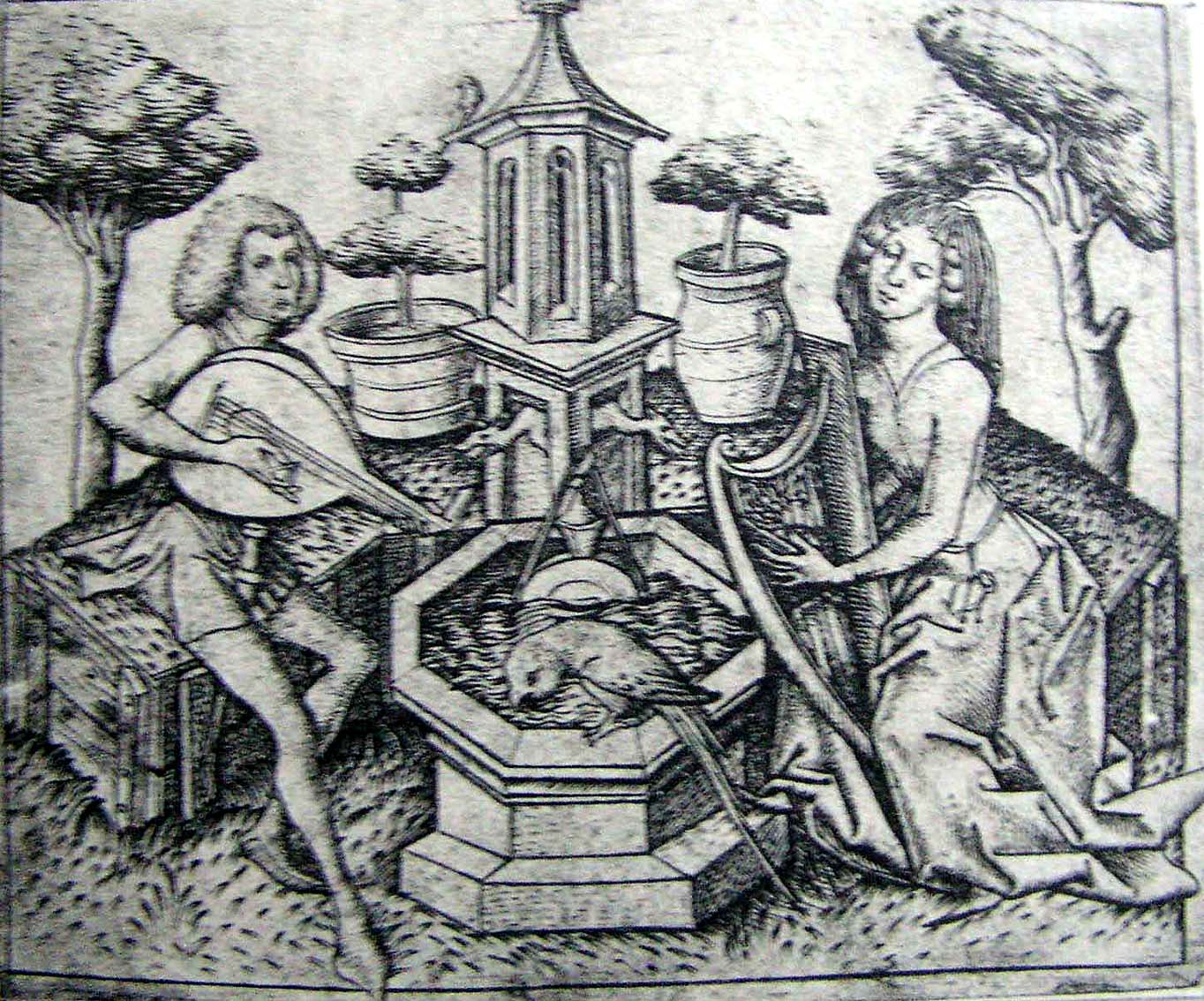
Maître E. S., Couple jouant de la musique autour d'une fontaine (L. 203)
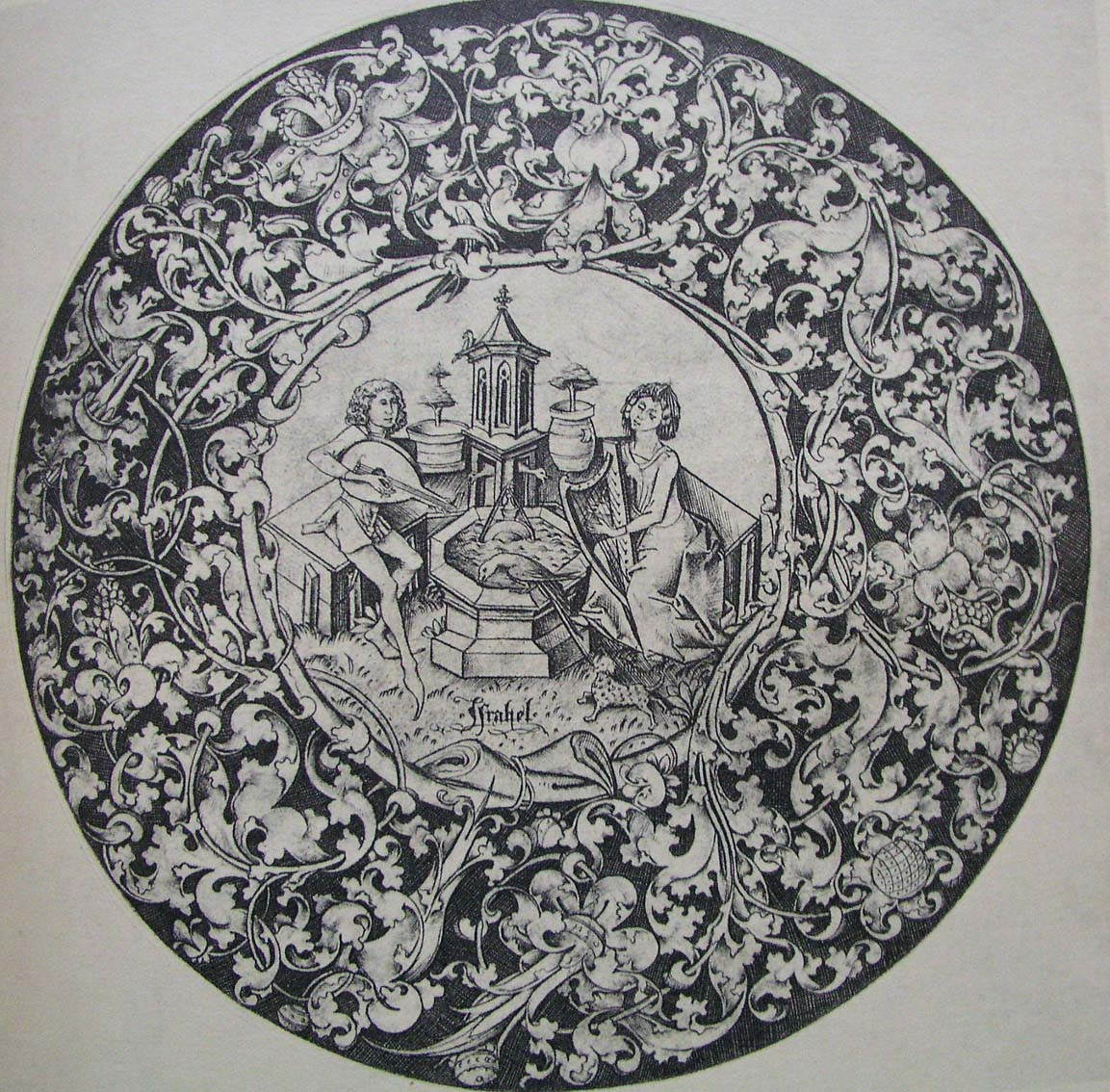
Israel van Meckenem, Couple de musiciens à la fontaine, vers 1480, signé au centre « Israhel »

## Contexte historique et artistique

### L'apparition de la gravure sur bois et sur cuivre
L'apparition et l'essor de la gravure en Europe, d'abord sur bois (xylographie) puis sur métal (chalcographie) au cours du XVe siècle ont été rendus possibles, tout d'abord, par une production suffisamment intensive, à partir de la fin du XIVe siècle, de papier comme support bien mieux adapté à l'imprimerie que le parchemin fragile, coûteux, et absorbant relativement mal les couleurs. Dans la mesure où la
gravure a bouleversé le rapport à l'image en permettant sa reproduction mécanique, et donc sa diffusion de masse à moindres coûts, elle peut être tenue parmi les plus importantes innovations de l'histoire de l'art du XVe siècle.
L'impression sur papier découle selon toute vraisemblance de l'artisanat des tissus imprimés, pour des vêtements, tentures ou draperies, les deux procédés xylographiques étant similaires. Les artisans gravaient d'abord en relief une matrice en bois selon la technique de la taille d'épargne — en évidant le bois pour obtenir un négatif de l'image souhaitée —, encraient celle-ci, et la pressait, d'abord à la main, soit sur des étoffes, soit sur du papier. En inversant le procédé, les orfèvres de la région du Rhin supérieur ont inventé, autour des années 1430-1440, la gravure sur cuivre, et l'impression en taille douce : le dessin original était directement gravé dans le métal incisé à l'aide d'un burin, la plaque encrée, puis essuyée afin que la couleur ne reste que dans les creux, et enfin pressée, mécaniquement, sur des feuilles de papier préalablement humidifiées afin de faire sortir l'encre des sillons.
Les premières gravures sur bois, à la fin du XIVe siècle, sont principalement des images de dévotion sur feuilles volantes. Ce procédé de reproduction relativement simple et peu coûteux a donné lieu aux premières diffusions de masse. À partir du XVe siècle apparaissent également, en Allemagne et en Hollande, les Blockbücher, livres de dévotion alliant le texte et les images gravés sur la même plaque de bois. Les gravures sur cuivre en revanche, tenues comme plus nobles, exigeant un procédé d'impression plus complexe, et donc plus onéreuses, s'adressaient essentiellement à un public plus riche et cultivé, indépendant du clergé et de la noblesse. Comme elles nécessitaient une technique d'impression distincte de celle des textes obtenus par xylographie, elles ont essentiellement donné lieu à des feuillets isolés, indépendants de la publication des livres, et illustrant des thèmes aussi bien religieux que profanes, correspondant aux préoccupations de cette classe bourgeoise émergente.
L'un des premiers maîtres de la gravure sur cuivre à présenter une œuvre stylistiquement cohérente est le Maître des Cartes à jouer, actif entre 1435 et 1455, et ainsi nommé en raison de neuf jeux de cartes qu'il a produits, dont il reste une soixantaine de gravures à exemplaire unique, réparties entre le Cabinet des estampes de Dresde et la Bibliothèque nationale de France. Maître E. S., à qui sont également attribués deux jeux de cartes, fait partie de la seconde génération des graveurs au burin allemands.

### Signature et identité des graveurs sur cuivre
Les premiers graveurs sur cuivre sont souvent désignés par des noms de convention pouvant se référer à leur œuvre principale (le « Maître des cartes à jouer », le « Maître de 1446 » dont la Flagellation conservée au Cabinet des estampes du Kulturforum de Berlin comporte la plus ancienne date connue sur une gravure sur métal) ou à leur lieu de conservation (le « Maître du Cabinet d'Amsterdam », également nommé « Maître du Livre de raison »), à un motif récurrent qui les caractérise (le « Maître aux banderoles »), voire au monogramme qui apparaît progressivement sur les œuvres. Le maître E. S. semble avoir été le premier à apposer une telle marque sur ses œuvres. Cependant, seuls 6% de son corpus porte cette identification, et les estampes en question sont principalement celles de la période tardive de l'artiste, vers 1466-1467.
C'est donc surtout à partir de la génération suivante - après 1470, que l'on voit apparaître de manière quasi-systématique signatures et monogrammes sur les estampes, et qui renvoient à des personnes identifiables et documentées, comme Israhel van Meckenem, Martin Schongauer et, dans une moindre mesure, Wenzel von Olmütz. Mais c'est surtout Albrecht Dürer qui aura les honneurs de la première biographie d'artiste à part entière.

## Œuvre supposé

### Établissement des œuvres complètes

#### Dessins

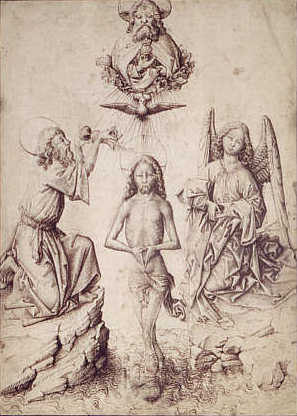
Le Baptême du Christ, 295 × 215 mm, Paris, Musée du Louvre (Cabinet des dessins)

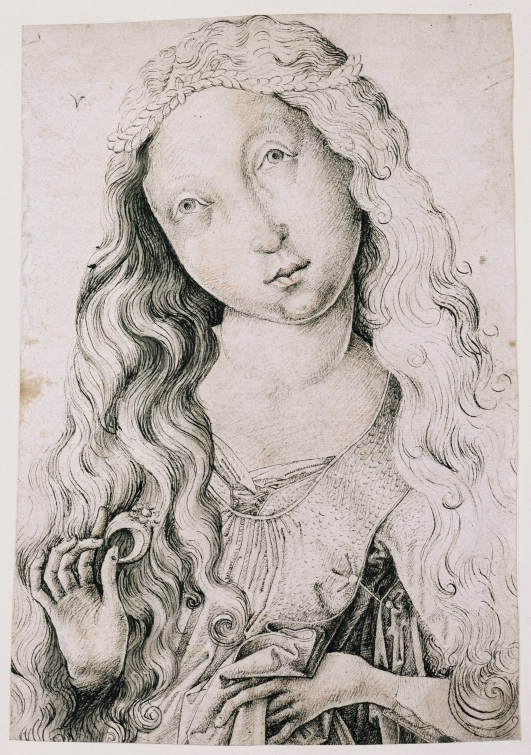
Portrait en buste d'une jeune fille tenant un anneau, peut-être sainte Catherine, 286 × 185 mm, Berlin, Kupferstichkabinett, Staatliche Museen

Deux dessins à la plume sont actuellement considérés comme autographes de Maître E. S. Il s'agit d'un Baptême du Christ conservé au Cabinet des dessins du Musée du Louvre, et d'un Portrait en buste d'une jeune fille tenant un anneau, peut-être sainte Catherine conservé au Cabinet des estampes (Kupferstichkabinett) des Musées d'État de Berlin. L'attribution de plusieurs autres reste encore contestée.

#### Gravures
Si les gravures de Maître E. S. conservées au « Salon d'estampes » de Dresde sont décrites sans mention d'auteur dès 1771 par Carl Heinrich von Heinecken (1706-1791) dans son Idée générale d'une collection complète d'estampes, c'est à Adam Bartsch que l'on doit, en 1808, la première tentative de recensement d'un œuvre cohérent, autour de cent treize gravures de celui qu'il nomme, dans Le Peintre Graveur, « Le graveur de l'an 1466 ». Ce premier recensement sera corrigé et complété par Johann David Passavant dans Le Peintre graveur publié en 1860, qui distingue cependant l'œuvre du « Maître E. S. 1466 » de celui du « Maître à la Sybille », à qui il attribue sept gravures, et qu'il tient pour un élève du premier. Ces dernières gravures sont actuellement tenues pour des œuvres de jeunesse de Maître E. S.
Ce sont les travaux de Max Lehrs et Max Geisberg au début du XXe siècle qui ont permis un recensement quasi définitif des 318 à 320 gravures de Maître E. S conservées à ce jour — les trois plaques de cuivre utilisées pour la représentation d'un ostensoir étant comptées pour une seule œuvre (L. 306 a, b et c). En 1910, Max Lehrs établit, dans son [Histoire et catalogue critique des graveurs allemands, néerlandais et français au XVe siècle] (non traduit en français) publiée en 150 exemplaires, la liste complète des gravures, en les numérotant selon un classement qui continue de faire autorité (identifié par l'initiale « L. » suivie d'un numéro) ; en 1923-24, Max Geisberg publie en 300 exemplaires la première monographie consacrée au Maître E. S., avec reproductions.
Parmi ces trois-cent dix-huit gravures, quatre-vingt-quinze existent en un exemplaire unique, et cinquante autres n'existent qu'en deux exemplaires. Au graveur et éventuel suiveur de son atelier Israhel van Meckenem sont attribuées des variantes ou copies, signées du prénom de ce dernier, ou de son monogramme « I. M. ». D'autres feuilles encore, présentent le monogramme "M+S" de Martin Schongauer (soit que celui-ci ai été gravé ultérieurement dans la matrice de cuivre, soit qu'il ait été apposé à l'encre par un collectionneur par exemple), ou encore du monogrammiste W avec la clef (en).
À partir des copies et par extrapolation des pièces manquantes dans les séries incomplètes, on peut attribuer deux cents gravures de plus à Maître E. S., et évaluer le nombre total de ses œuvres à cinq cents pièces environ.
Si aucun musée ne détient l'ensemble de ces gravures, les plus importantes collections de Maître E. S. sont actuellement conservées aux cabinets des estampes de Dresde (Dresdner Kupferstich-Kabinett) et de Berlin (Kuferstichkabinett, Kulturforum, Musées d'État de Berlin), et au Département des Arts graphiques du Louvre à Paris (notamment grâce à la collection Edmond de Rothschild), ainsi qu'au Palais Albertina à Vienne, à la Staatliche Graphische Sammlung à Munich, et au British Museum (Department of Prints and Drawings) à Londres. Les États-Unis ont également témoigné très tôt leur intérêt pour l'œuvre du Maître : la première grande exposition qui lui a été consacrée s'est tenue du 5 septembre au 3 octobre 1967 au Philadelphia Museum of Art, à l'occasion du 500e anniversaire de sa mort présumée. Les 84 œuvres qui y étaient alors présentées (72 gravures et deux dessins de la main de Maître E. S.) provenaient, pour la majeure partie, des collections publiques ou privées du pays.

### Technique et manière

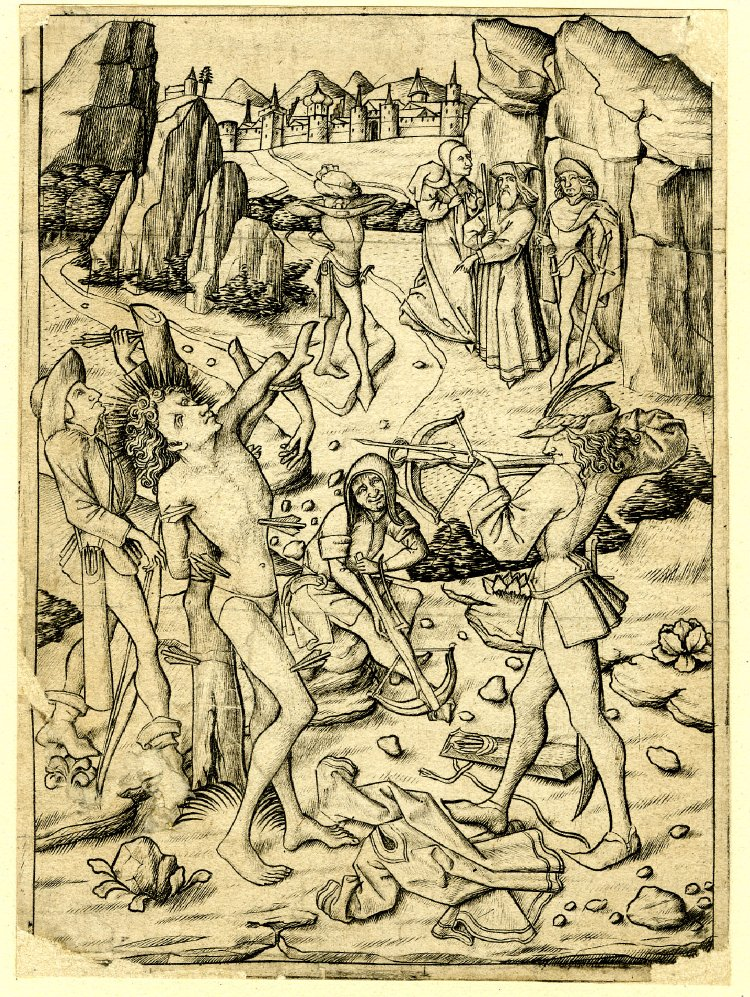
Le Martyre de Saint Sébastien (L. 157)

Par certains côtés, Maître E. S. est encore marqué par l'influence des manuscrits enluminés, que ce soit dans son Alphabet figuré (L. 283-305), héritier direct des lettrines décorées, mais aussi, dans des gravures représentatives de sa première manière telles que le Martyre de Saint Sébastien (L. 157), par sa façon de souligner les lignes de contours par des traits épais, afin de distinguer nettement les différents éléments de la composition.
Mais c'est surtout à l'art de son temps, au gothique tardif, qu'il appartient. Ses représentations de la Vierge au corps mince, sur lequel est comme posé un visage poupin, au front haut et bombé, au nez arrondi, aux lèvres petites et pincées, et aux cheveux ondulés, dans un habit qui s'étale en larges cascades de plis très marqués, ne sont pas sans faire penser au « style doux », variante allemande du gothique international telle que le peintre Stefan Lochner l'a par exemple illustrée au plus haut point.
La représentation de la tridimensionnalité, en revanche, reste largement maladroite, et Maître E. S. semble encore étranger aux perfections de la perspective des peintres primitifs flamands. Dans ses représentations d'extérieurs, la scène principale se déplie généralement sur le premier plan, et l'arrière-plan de ses scènes d'intérieurs est le plus souvent fermé par l'angle de deux murs qui se rejoignent au milieu de la gravure. De plus, sa formation supposée d'orfèvre se trahit dans sa façon de remplir l'espace autour de la scène principale de motifs purement décoratifs (par exemple dans Saint Jean Baptiste avec l'agneau de Dieu, L. 149), à quoi fait écho, pour ses scènes d'extérieur, la place importante qu'il accorde aux représentations animales ou végétales.

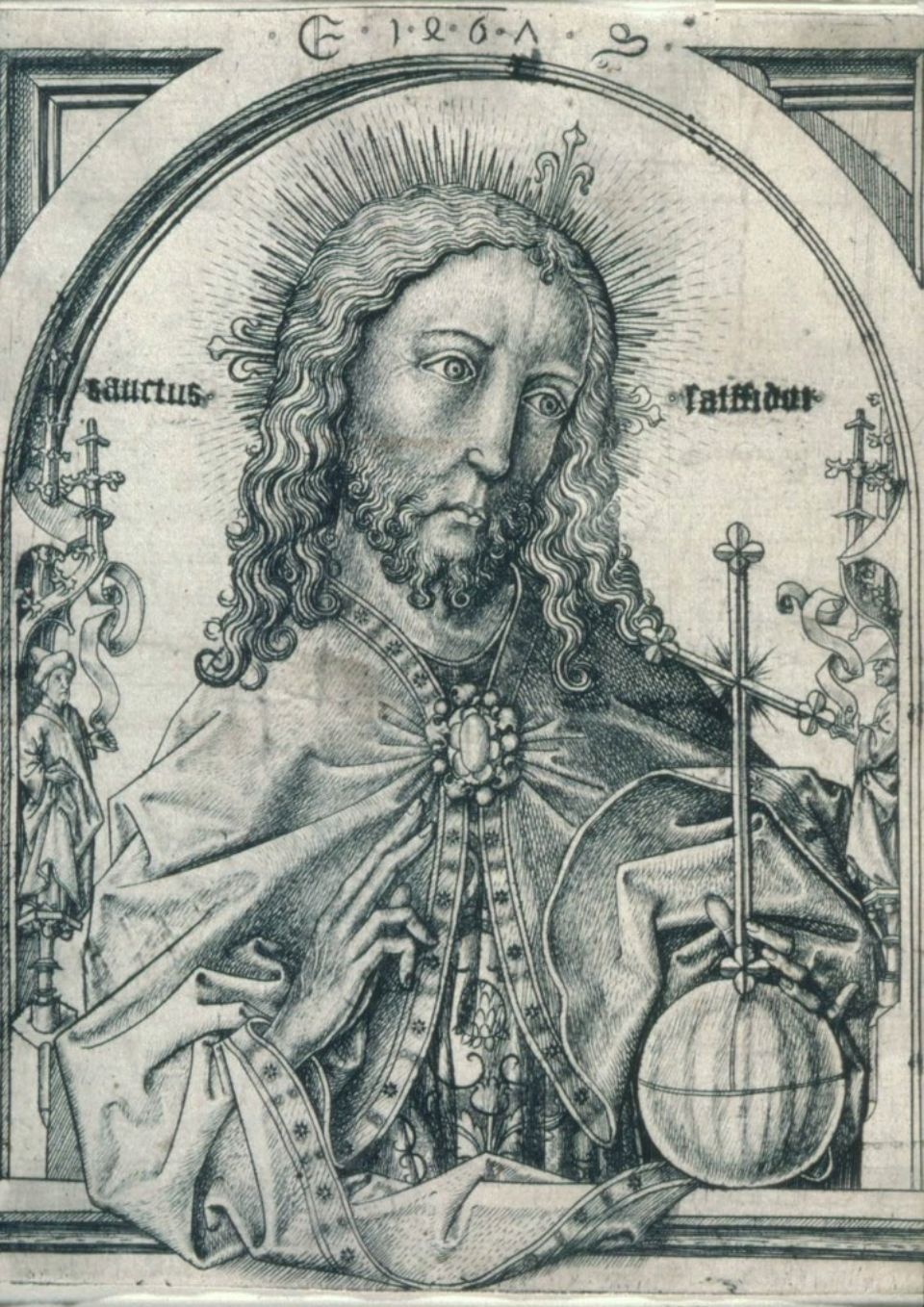
Le Rédempteur en demi-figure (sanctus salffidor) (L. 56)

Cependant, il apporte à la gravure des innovations techniques capitales, qui assurent la transition entre les débuts de celle-ci dans les années 1430-1440 et les grands maîtres du genre dans l'Allemagne de la fin du XVe siècle, au premier titre d'entre eux Martin Schongauer. À la différence en effet du Maître des Cartes à jouer qui utilise le burin comme la plume d'un dessinateur, Maître E. S. fonde une syntaxe formelle propre à la gravure, faite d'incisions profondes, de lignes parallèles, hachures et pointillés, et parvient à modeler les volumes des corps, des visages et des vêtements, uniquement par le biais de l'alternance entre les traits noirs et les interstices laissés en blanc, de sorte qu'ils semblent sortir de l'espace bidimensionnel de la feuille de papier pour acquérir une vie, une corporalité qui jusqu'alors n'était possible que par le recours aux rehauts de couleurs : par exemple, dans la gravure Le Rédempteur bénissant en demi-figure (1467, L. 56), Maître E. S. atteint un effet optique d'ombre et de lumière inédit pour l'époque.
C'est cette syntaxe particulière qui se propagera dans l'ensemble de l'Europe, y compris en Italie dans la gravure florentine, et permettra à la gravure de s'affirmer comme un art à part entière, capable avec Martin Schongauer, puis Albrecht Dürer, non seulement d'égaler les qualités ornementales de l'orfèvrerie et de rivaliser avec les qualités illusionnistes de la peinture dans le rendu tridimensionnel de la perspective, mais aussi de fournir des reproductions en quantité et qualité satisfaisantes pour satisfaire un public toujours plus nombreux, et plus exigeant.

### Thèmes
À l'instar des autres artistes de son époque, les thèmes sacrés occupent une grande part dans l'œuvre de Maître E. S., que ce soient des scènes de l'Ancien Testament, de la vie de Marie (Nativité, L. 23) et de la Passion du Christ, ou encore de la vie des Saints et des personnages légendaires (Auguste et la Sibylle tiburtine, L. 191-192), ainsi que des représentations de Marie (Vierge en majesté avec huit anges, L. 76, la Grande Madone d'Einsiedeln, L. 81), Jésus (L'Homme de douleur entouré de quatre anges, L. 55), ou de la Vierge à l'Enfant, des Apôtres et des Évangélistes (Saint Jean Baptiste avec l'agneau de Dieu, entouré des symboles des Évangélistes et des Pères de l'Église, L. 149). À ces images pieuses peut être associée l'illustration d'un Ars moriendi, ou Art de bien mourir, livre de dévotion extrêmement populaire au XVe siècle (L. 175-185).
Il s'est néanmoins également exercé à des sujets profanes tels que le Jardin d'Amour (Le Grand Jardin d'Amour avec des joueurs d'échecs, L. 214 ou Le Banquet amoureux, L. 215), et a produit un Alphabet figuré (L. 283-305), ainsi que deux jeux de cartes (les Petites cartes à jouer, L. 237-255, et les Grandes cartes à jouer, L. 241-257), ou une série d'écussons, ayant vraisemblablement fonction d'ex-libris (L. 217-225).
Il laisse en outre de nombreux modèles pour les orfèvres, présentant des sujets sacrés (L. 193-201) ou non — hommes sauvages, motifs ornementaux, floraux ou animaux, etc.

## Feuillets significatifs

### Représentations sacrées

#### Représentations de Marie et Jésus
Les images pieuses telles que les portraits, en contexte, en pied ou en buste, du Christ et de la Vierge servaient principalement aux dévotions privées. Celles-ci sont proches, si ce n'est par leur fonctionnalité précise, du moins par leur sujet, des icônes et représentations sacrées, qui étaient l'objet d'une adoration rituelle, et auxquelles on attribuait des pouvoirs miraculeux.

##### LaMadone d'Einsiedeln
Les trois gravures de la Madone d'Einsiedeln, toutes datées de 1466, sont caractéristiques de telles images pieuses. Il s'agit de trois représentations de la Vierge en majesté, de formats différents : la Grande Madone d'Einsiedeln (L. 81, 206 × 123 mm), la Petite Madone d'Einsiedeln (L. 72, 133 × 87 mm), et la Très petite Madone d'Einsiedeln (L. 68, 97 × 65 mm). Elles tirent leur nom de l'inscription en lettres gothiques qui figure sur la voûte en plein cintre représentée dans la Grande Madone : « Dis ist die engelwichi zu unser liben frouwen zu den einsidlen ave gr(a)cia plenna » (« Ceci est la consécration angélique à notre Madone bien-aimée d'Einsiedeln je vous salue [Marie] pleine de grâce »).

###### Contexte et commande

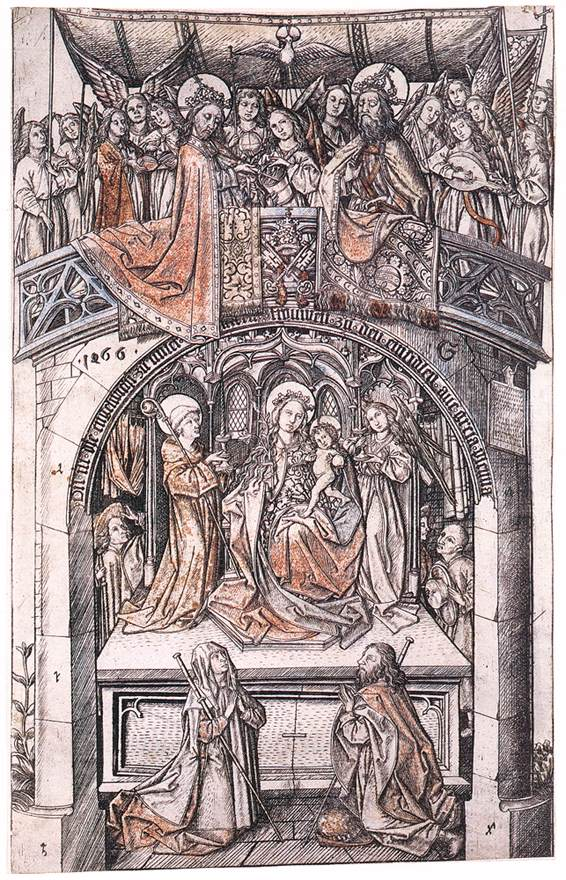
La Grande Madone d'Einsiedeln, 1466, coloriée à la main (L. 81)

Maître E. S. a réalisé ces trois gravures à l'occasion du jubilé des 500 ans de la reconnaissance, par le pape Léon VIII, de la « consécration angélique » de la Chapelle Notre-Dame du monastère d'Einsiedeln. Les festivités, qui se sont ouvertes le 14 septembre 1466, et qui ont duré quatorze jours, constituent l'un des plus importants pèlerinages du XVe siècle dans l'espace germanophone. L'hypothèse généralement admise aujourd'hui est donc celle d'œuvres de commande de la part de l'abbaye, et en premier lieu de son abbé Gerold von Hohensax, à cette occasion précise, dans la mesure également où le monastère détenait depuis 1451 les droits exclusifs de vente d'objets de piété se référant au lieu. Un manuscrit conservé dans les archives de Constance avance le chiffre de 130 000 « Zaichen » (portraits) vendus, pour les quatorze jours de festivités : ce terme peut aussi bien comprendre des gravures, dessins, médailles, pièces, et même Blockbüchers. Les trois gravures de Maître E. S. devaient donc faire partie de ces objets de dévotion vendus aux pèlerins, et les différents formats correspondre aux moyens financiers de chacun.
Si leur sujet se réfère à un lieu précis, explicité par le texte présent sur les Grande et Petite Madones, ce qui est tout à fait exceptionnel pour l'époque, elles ne prennent cependant pas pour modèle la réalité : ni la chapelle, qui change de forme d'une gravure à l'autre, ni les représentations de la Vierge ne correspondent à ce qui était réellement visible à Einsiedeln. La Vierge notamment n'est pas une copie de la statue qui se trouve dans le monastère, en pied, et non en trône, et dont la date d'arrivée dans le monastère, de plus, est encore discutée, avant ou après les fêtes de la consécration angélique.
Le 21 avril 1465, la chapelle avait été ravagée par un incendie, et avait par la suite été reconstruite. S'agirait-il alors d'une copie d'une statue de vierge assise, qui aurait disparu dans l'incendie ? La question reste ouverte. Mais on peut aussi supposer que les images de grâce de la Vierge étaient tenues comme objets de culte à part entière, sans forcément de référence précise à ce qui était alors visible à Einsiedeln.

###### La légende de la consécration angélique, et sa reconnaissance

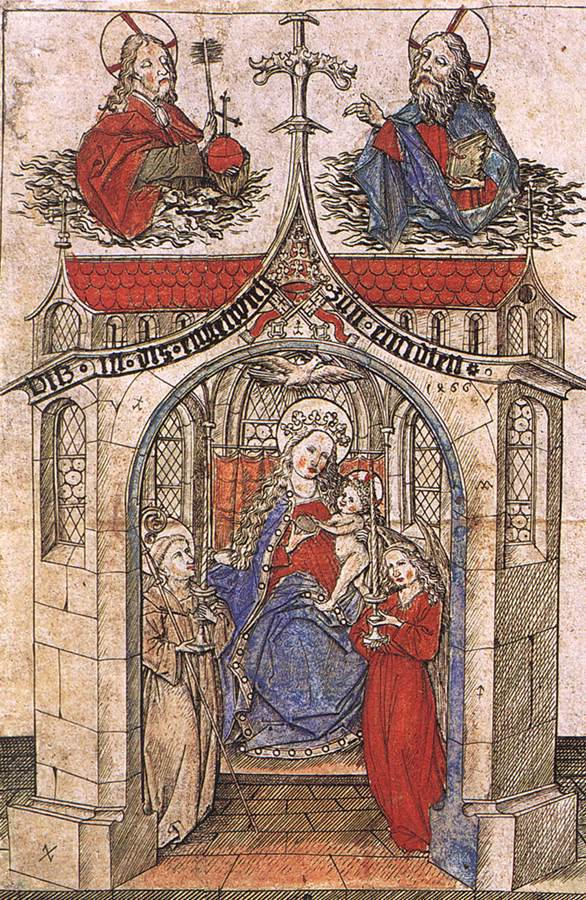
La Petite Madone d'Einsiedeln, coloriée à la main (L. 72)

En 948, la chapelle construite sur la cellule dans laquelle le saint ermite Meinrad, le fondateur du monastère, avait vécu au IXe siècle devait être consacrée à Marie par Conrad, évêque de Constance. Lors de l'office de la nuit, l'évêque en prières entend des voix angéliques s'élever, pour consacrer la chapelle à sa place. Selon une autre version, la chapelle aurait été consacrée par le Christ lui-même, en présence de sa Mère, d'anges et de saints ; et, à chaque tentative de l'évêque pour consacrer la chapelle, une voix mystérieuse s'élevait pour lui dire : « Cessez, mon frère, cessez : la chapelle a été consacrée divinement. » Conrad aurait alors cherché une confirmation de cette dédication miraculeuse auprès du pape Léon VIII, et obtenu une bulle pontificale le 11 novembre 966 autorisant la célébration de l'anniversaire du miracle, et garantissant la rémission de péchés aux pèlerins visitant le monastère. Cette bulle est cependant aujourd'hui reconnue comme fausse.
En mars 1464, l'abbé Gerold von Hohensax se rend en Italie et obtient du Pape Pie II la confirmation de la consécration angélique de la chapelle, ainsi qu'une bulle pontificale assurant aux pèlerins pendant les 14 jours de la fête de la consécration angélique une complète indulgence pour les temps éternels.

###### Description des trois gravures: points communs et différences
Si certains éléments demeurent stables d'une gravure à l'autre, les trois Madones diffèrent, non seulement par leur format, mais aussi, de façon assez sensible, par leur composition, qui se simplifie avec la taille de la gravure.
Ainsi, elles représentent toutes la Vierge à l'enfant, en trône et couronnée, visible par une ouverture pratiquée dans une chapelle gothique, et qui sert d'encadrement à la scène principale, selon une mise en scène qui rappelle un objet de culte placé sur un autel. Si la chapelle est de conception sensiblement différente sur les trois gravures, et n'entretient que de rapports assez lointains avec celle réelle d'Einsiedeln, elle est cependant représentée comme une structure indépendante, comme elle l'était dans le monastère en 1466, et comme elle l'est toujours. La Vierge est entourée d'un saint et d'un ange qui portent chacun un cierge — avec un bougeoir dans les deux plus grandes versions —, respectivement à gauche et à droite dans la Grande et la Petite Madones, et en ordre inverse dans la Très Petite Madone. Le saint est souvent identifié comme saint Meinrad, le fondateur de la chapelle mariale à l'origine du monastère. Cependant, dans la mesure où celui-ci n'est pas accompagné de ses attributs habituels (le calice, le bâton par lequel il péri, les deux corbeaux), mais d'une crosse d'abbé, alors qu'il n'a jamais exercé cette fonction, cette identification est parfois contestée : on a alors proposé d'y voir saint Benoît, le fondateur de l'ordre des Bénédictins auquel appartient le monastère d'Einsiedeln, ou encore saint Eberhard, le premier abbé de celui-ci. Toujours est-il que la scène centrale demeure une allusion à la chapelle mariale au cœur de la légende.
Juste au-dessus de la Vierge, dans l'axe médian de la composition, semblent gravées dans la pierre de la chapelle les armoiries papales : les clés de Saint Pierre et la tiare — réduite à une couronne dans la Très Petite Madone. Si ces symboles ne sont pas forcément à prendre comme une référence directe au pape, et peuvent plus généralement incarner le pouvoir de l'Église, notamment celui de rémission des péchés, ils peuvent aussi faire allusion, soit à la bulle de 966, soit à celle de 1464 obtenue par l'abbé Gerold.
Les trois gravures comportent en outre la même date, 1466, figurée, dans la Grande Madone à gauche de l'arc central, dans la Petite Madone à droite, et, dans la Très petite Madone, sur la face gauche de la base de la tour qui surplombe la chapelle, entre deux motifs ornementaux. Cette date correspond à celle du jubilé du 500e anniversaire de la consécration de 966, et sont le signe incontestable qu'elles faisaient partie des images pieuses et autre objet de culte vendus comme souvenirs lors du pèlerinage de 1466.

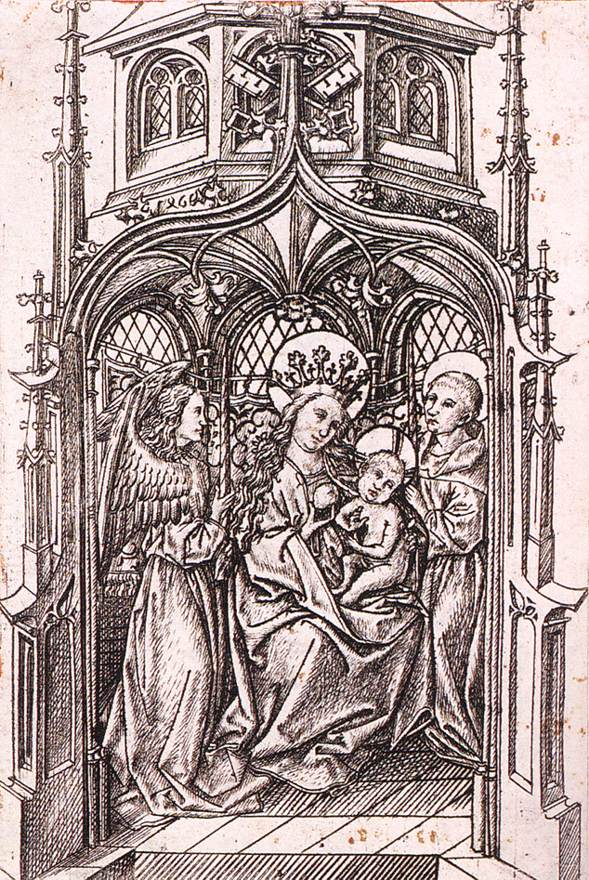
La Très petite Madone d'Einsiedeln (L. 68)

La Très petite Madone est celle qui présente la scène la plus simplifiée, et d'une exécution relativement médiocre. Ses rapports avec la consécration angélique, tout comme les festivités de 1466, sont de plus peu explicites : on y voit seulement la Vierge à l'enfant entourée de l'ange et du saint, dans une chapelle dont l'espace entièrement rempli évoque plus une architecture miniature qu'un bâtiment réaliste. Le dallage au sol témoigne d'une perspective rudimentaire.
La Petite Madone présente une scène plus élaborée : la Madone, légèrement surélevée, se situe au fond de la chapelle, et est surmontée de la colombe symbolisant le Saint-Esprit. Le saint et l'ange sont placés devant elle, entre le trône et l'ouverture. Le bâtiment présente plusieurs incohérences d'un point de vue spatial : il n'est tout d'abord pas réellement possible d'en restituer la forme exacte, hexagonale ou octogonale, et sa relation avec le bâtiment plus large figuré à l'arrière-plan par deux pignons et un toit, selon une perspective maladroite, est très peu claire. Le graveur a cependant poussé le souci du détail jusqu'à figurer, sur certains blocs de la façade de la chapelle, des marques de tailleurs de pierre. De part et d'autre des armes papales, sur le fronton, est gravée en lettres gothiques l'inscription suivante : « Dicz ist dis engelwich zuon ensidlen » (« Ceci est la consécration angélique d'Einsiedeln »), qui renvoie explicitement au miracle à l'origine du pèlerinage de 1466, mais qui comporte deux négligences orthographiques, « dis » au lieu de « die », et « ensidlen » pour « einsidlen ». Au-dessus du toit du bâtiment de l'arrière-plan, de part et d'autre de la croix qui surplombe le portail, sont représentés Jésus et Dieu le Père, en demi-figures, comme flottant sur des nuages. Eux aussi rappellent le miracle de la légende, puisqu'à gauche, Jésus consacre la chapelle en l'aspergeant d'eau bénite à l'aide d'un goupillon, alors qu'il tient dans l'autre main un orbe, et qu'à droite, Dieu fait d'une main un geste de bénédiction, alors qu'il tient dans l'autre un livre fermé. Cette représentation de la divinité au-dessus des nuages suggère une séparation nette entre le plan de la présence éternelle, et celui de la réalité, que figurerait la chapelle en bas.
La Grande Madone au contraire s'efforce de gommer cette séparation pour faire coexister dans un même espace — hiérarchisé cependant selon trois plans horizontaux —, Dieu, la Vierge, et les pèlerins. Cette dernière gravure, d'une grande finesse d'exécution, présente en outre un authentique souci de représentation d'une réalité cohérente et vraisemblable, et d'équilibre de la composition, selon une symétrie entre la droite et la gauche.
Le niveau inférieur et la façade de la chapelle renvoient au pèlerinage réel de 1466. Outre le détail des plantes qui s'élèvent à droite et à gauche de la chapelle, et qui inscrivent l'espace dans le monde réel, deux pèlerins, une femme à gauche, et un homme à droite, sont en prières, agenouillés devant l'autel de la Vierge qu'ils vénèrent. Ils ont lâché leur bâton de pèlerin, et l'homme a ôté son chapeau qui repose à ses genoux. De part et d'autre de cet autel sont représentés d'autres pèlerins. Celui de gauche vient d'arriver, car il tient encore à la main son bâton, et porte la main à son chapeau pour se découvrir. Celui de droite est déjà nu-tête, et tient son chapeau des deux mains, devant sa poitrine. Juste derrière lui, on aperçoit le profil d'un autre homme, venant de l'espace situé derrière l'autel, et qui s'avance à son tour. Ainsi est figurée une rencontre comme « en direct » entre les pèlerins et la Vierge.
La scène principale, la Vierge à l'Enfant en trône, encadrée par le saint et l'ange, est représentée sur le haut socle d'un autel, placé à l'intérieur de la chapelle. La façade de celle-ci comporte plusieurs détails remarquables. On y voit, comme dans la Petite Madone, des marques de tailleurs gravées sur les pierres ; en haut à droite de l'ouverture est suspendue une tablette, peut-être une plaque à la manière de celle qui figurait réellement dans la chapelle consacrée, et qui faisait référence à l'entière indulgence accordée par la bulle papale de 1464. À gauche de cette plaque figure, comme en symétrie de la date de 1466, l'initiale « E » que l'on retrouve dans d'autres gravures du maître. Horst Appuhn a ainsi pu proposer de l'interpréter, non comme l'initiale du nom du graveur, mais comme celle d'« Einsiedeln », ou d'« Engelweihe » (« consécration angélique »), en référence à la scène représentée, et à la destination de la gravure, que confirme l'inscription en lettres gothiques sur la voûte : « Dis ist die engelwichi zu unser liben frouwen zu den einsidlen ave gr(a)cia plenna ».
Sur le toit, enfin, est représentée, derrière un parapet finement sculpté d'ornements décoratifs gothiques, et des armes papales au centre, une cérémonie religieuse faisant explicitement référence à la légende de la consécration miraculeuse de la chapelle, mais là encore, en la « naturalisant ». Quatorze anges sont présents : quatre portent un baldaquin à ses quatre angles, trois à gauche chantent (deux tenant un livre ouvert devant eux), et font écho au groupe de quatre autres à droite, rassemblés autour d'un joueur de luth. Trois autres anges sont placés au centre, entre Jésus et Dieu qu'ils accompagnent, celui de gauche tenant l'orbe, celui du centre tenant le seau dans lequel Jésus plonge le goupillon. La Trinité, identifiée par des nimbes crucifères, est représentée par la colombe figurant l'Esprit Saint planant tout en haut de la gravure, sous le dais, au milieu, par Jésus à gauche et par Dieu le Père à droite. Jésus s'apprête à asperger la chapelle d'eau bénite, alors que Dieu la bénit d'un geste de la main. Ces deux personnages sont richement vêtus et portent des couronnes, à la manière de rois ; devant eux sont pendus, au-dessus du parapet, et soulignant la symétrie de la composition, deux tapis brodés (entre lesquels sont les armes papales). S'ils incarnent bien des divinités, ils sont cependant représentés comme des hommes, et leurs vêtements dépassant du parapet établissent une liaison entre leur monde, le plus près du ciel, et celui du niveau inférieur.

##### Autres images pieuses
Connues dès le XIIIe siècle pour répondre à des pratiques dévotionnelles qui s'individualisent, les images pieuses sur feuillet isolé se développent et se popularisent à la fin du XIVe siècle grâce à l'apparition de procédés mécaniques de reproduction de masse, la gravure sur bois tout d'abord, puis sur cuivre. Privilégiant les épisodes particulièrement chargés de pathos des récits bibliques ou hagiographiques, elles visaient à susciter l'émotion du spectateur pour encourager, par un dialogue entre l'image et son observateur, l'édification de ce dernier. Un des thèmes favoris de ces images de dévotion est la représentation du Christ en Homme de douleurs, allégorie traditionnelle de la Passion.

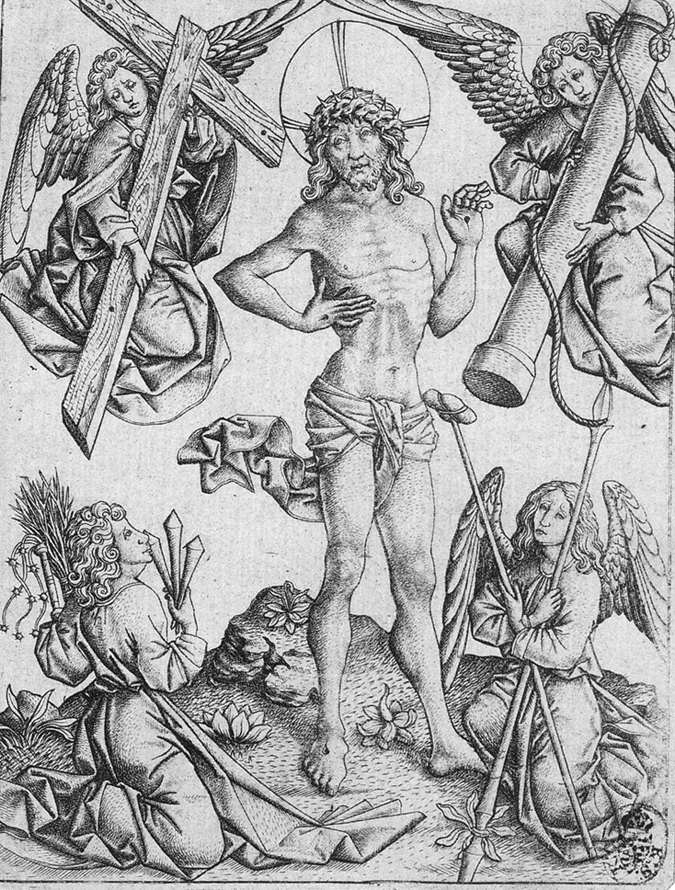
L'Homme de douleur entouré de quatre anges portant les instruments de la Passion (L. 55)

La gravure de Maître E. S. identifiée comme L'Homme de douleur entouré de quatre anges portant les instruments de la Passion (L. 55) compte parmi les plus célèbres de son temps, et sera par la suite largement copiée, par d'autres graveurs comme Israhel van Meckenem, mais aussi dans des peintures ou miniatures populaires. Dans un paysage réduit à un sol froid et désolé ne comptant que quelques rochers et fleurs, le Christ, habillé seulement d'un voile noué autour des hanches, et portant la couronne d'épines et le nimbe crucifère, se tient debout, en effectuant de la main gauche un geste de bénédiction, alors que la droite souligne la plaie qu'il porte au flanc — en plus des quatre autres, aux pieds et aux mains. Il est entouré de quatre anges placés aux quatre coins de la gravure, deux dans les airs, deux agenouillés sur le sol ; seul celui de l'angle inférieur gauche n'est pas ailé. Ceux-ci portent certains des instruments de la Passion : l'ange de l'angle supérieur gauche soutient la croix de la Crucifixion, celui de droite la colonne et la corde de la Flagellation. L'ange de l'angle inférieur droit porte dans les bras la Lance, ainsi que l'éponge imbibée de vinaigre au bout d'un roseau, et celui de gauche tient d'une main trois clous, et de l'autre deux instruments de Flagellation, un fouet ressemblant à une discipline et des verges. En ressentant de la compassion à l'égard de celui qui est présenté à la fois comme un vivant et une victime souffrante, l'observateur pouvait ainsi s'identifier à la responsabilité, mais aussi à la grâce accordées aux juges.

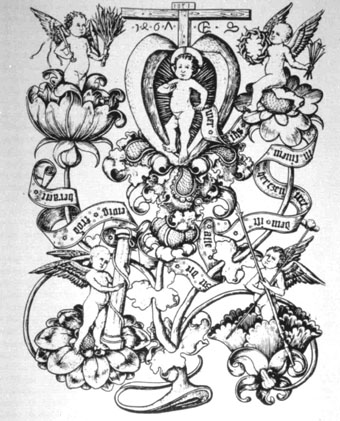
L’Enfant Jésus dans un cœur (L. 51)

Répondant à une coutume de la fin du Moyen Âge qui consistait à offrir des représentations de l'Enfant Jésus peintes, imprimées ou en petites figurines sculptées, souvent accompagnées de paroles édifiantes, Maître E. S. a réalisé deux gravures sur ce thème (L. 50 et L. 51). Dans L'Enfant Jésus dans un cœur (L. 51), une banderole porte le vœu suivant : « wer ihs (Jesus) in sinem herzen tre(g)t dem ist alle zit die ewige froed beraeit. » (« celui qui Le (Jésus) porte dans son cœur est de tout temps prêt pour la paix éternelle »). Au-dessus de l'Enfant Jésus dans le cœur se trouvent la Croix, ainsi que les initiales « E. S. » et la date de « 1467 ». Quatre angelots sur des fleurs encadrent la représentation, et portent les instruments de la Passion du Christ. Le feuillet similaire, L'Enfant Jésus avec vœu de nouvelle année (L. 50, « Ein guot selig ior ») est considéré comme l'une des premières cartes de vœux.

#### Ars moriendi
À Maître E. S. sont attribuées onze gravures (L. 175-185) formant une série sur le thème de l'Ars moriendi, ou Art de bien mourir.
L'Ars moriendi est un livre de dévotion très populaire dans l'Europe du XVe siècle, dont le motif s'est propagé, tout comme celui de la Danse macabre, grâce à la gravure sur bois. Il s'agit à l'origine d'un texte connu sous deux versions, l'une longue, parue vers 1415, et l'autre courte, parue vers 1450, qui reprend pour l'essentiel le deuxième temps de la première version, décrivant les cinq tentations diaboliques qui assaillent le mourant à son heure dernière — l'infidélité, la désespérance, l'impatience, la vaine gloire et l'avarice —, et les moyens d'y échapper. L'extrême popularité de cette version courte, en livret xylographique (ou Blockbuch) tient vraisemblablement à la série de onze bois gravés qui l'illustrent, accompagnés de commentaires dans des banderoles, et dont on connaît une version sur cuivre, vraisemblablement contemporaine, de Maître E. S., sans les commentaires.

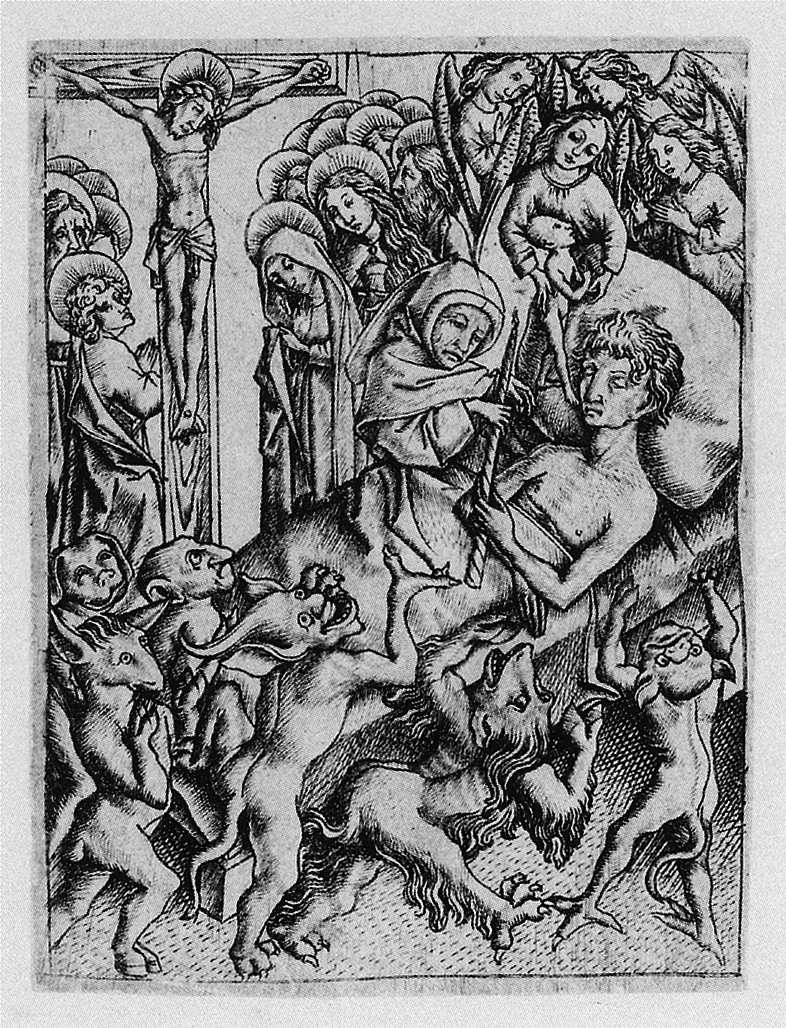
Le Salut de l'âme (L. 185)

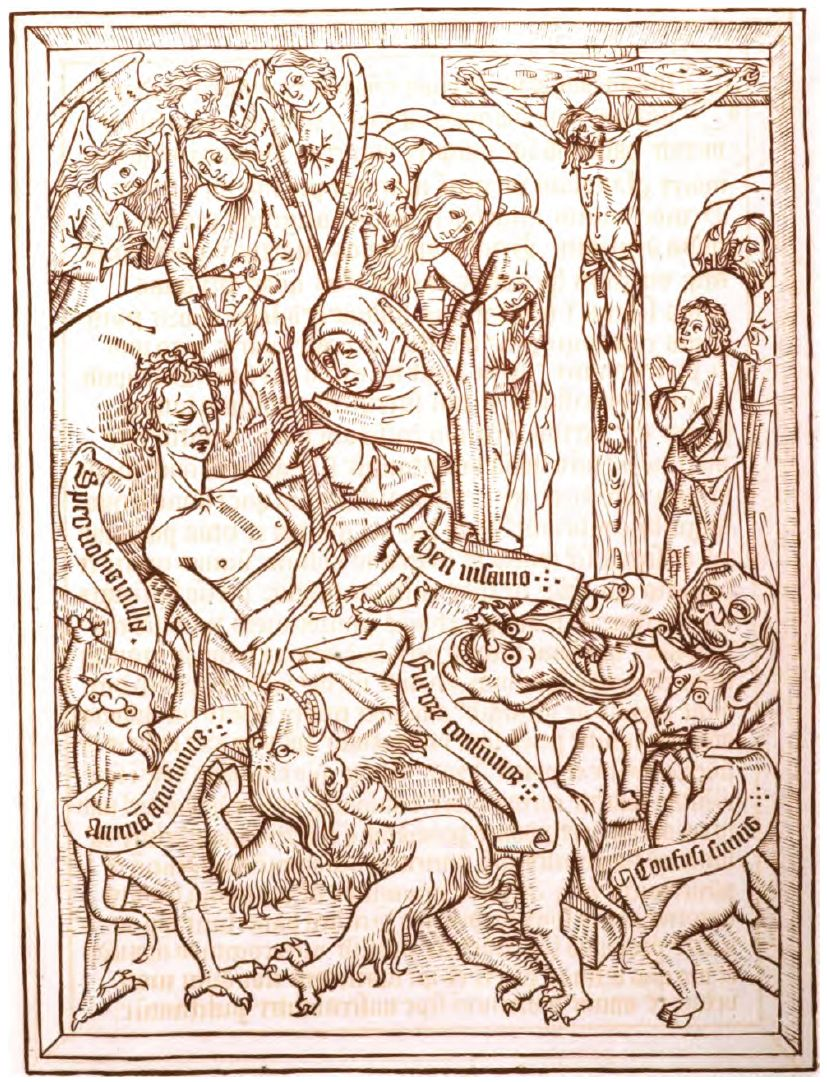
Version xylographiée du Salut de l'âme (impression inversée), vers 1450

Ces onze gravures se répartissent en cinq paires, qui conduisent à une illustration finale. Dans les cinq premières, décrivant les tentations diaboliques, est donné à voir comment le Diable assiège le mourant par les différentes tentations (de l'impiété, du désespoir, de l'impatience, de l'orgueil, des biens temporels). En regard sont présentés les inspirations angéliques pour échapper à ces tentations (Encouragement dans la foi, Consolation par la confiance, Consolation par la patience, Consolation par l'humilité, Consolation par le détournement des biens terrestres). En dernier ressort est présentée la bonne mort, qui figure la victoire des anges sur les démons (Le Salut de l'âme, L. 185) : grâce à la Crucifixion du Christ (entouré de saint Jean Baptiste, Marie, Marie Madeleine, Paul, et plusieurs autres saints) présentée dans l'angle supérieur gauche, l'âme du mort est rachetée, et est conduite, sous la forme d'un petit personnage nu, au Ciel par les anges, dans l'angle supérieur droit.
Maître E. S. illustre les différentes tentations diaboliques par des détails piquants. Ainsi les démons incitent-ils à la fausse croyance (Tentation de l'impiété, L. 175) par le culte des idoles, figuré à gauche par Salomon et la Reine de Saba agenouillés devant une colonne supportant une idole, et désignée par un démon la surplombant, la mortification excessive d'une femme à demi nue en bas, qui tient une discipline dans une main et des verges dans l'autre, ou encore le suicide d'un homme à la droite de cette dernière, qui se porte un couteau à la gorge. Le désespéré (Tentation du désespoir, L. 177) est tourmenté par six démons désignant les péchés, dont la liste est peut-être dressée sur le papier tendu par le démon de l'angle supérieur gauche : ainsi, celui qui brandit un poignard devant un homme à terre incarne le meurtre, celui qui porte une bourse et un vêtement devant un homme nu, le vol, etc. L'impatient (Tentation de l'impatience) a renversé la table garnie de nourriture, comme pour refuser le verre et l'assiette que lui présente sa servante en bas de la gravure, alors qu'il repousse violemment du pied un médecin, qui semble avoir une conversation désabusée avec la femme (peut-être l'épouse du mourant) qui se situe juste derrière lui. À l'orgueilleux (Tentation de l'orgueil, ou de la vaine gloire, L. 181), les démons offrent au mourant des couronnes, allégorie médiévale de la vanité. À l'avare (Tentation des biens temporels, ou de l'avarice), trois démons désignent d'un air séducteur une maison, avec un homme conduisant un cheval à l'écurie en bas à droite, et cave remplie de tonneaux à gauche.

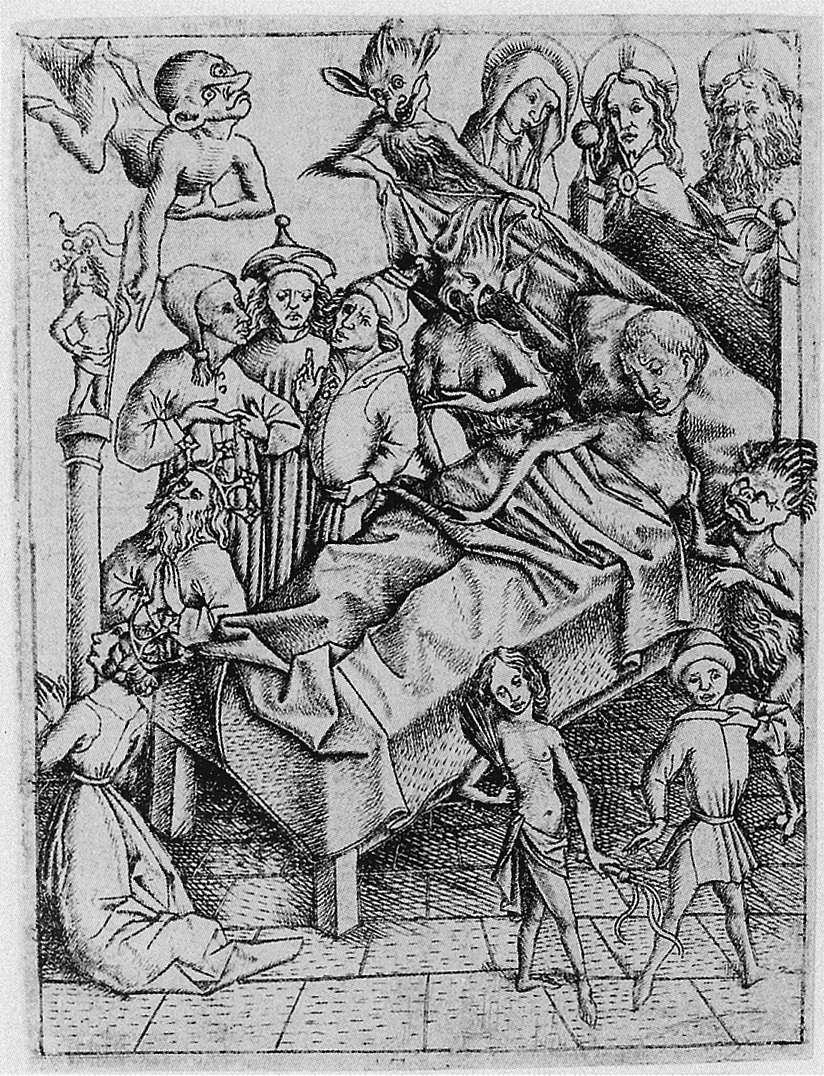
Tentation de l'impiété (L. 175)
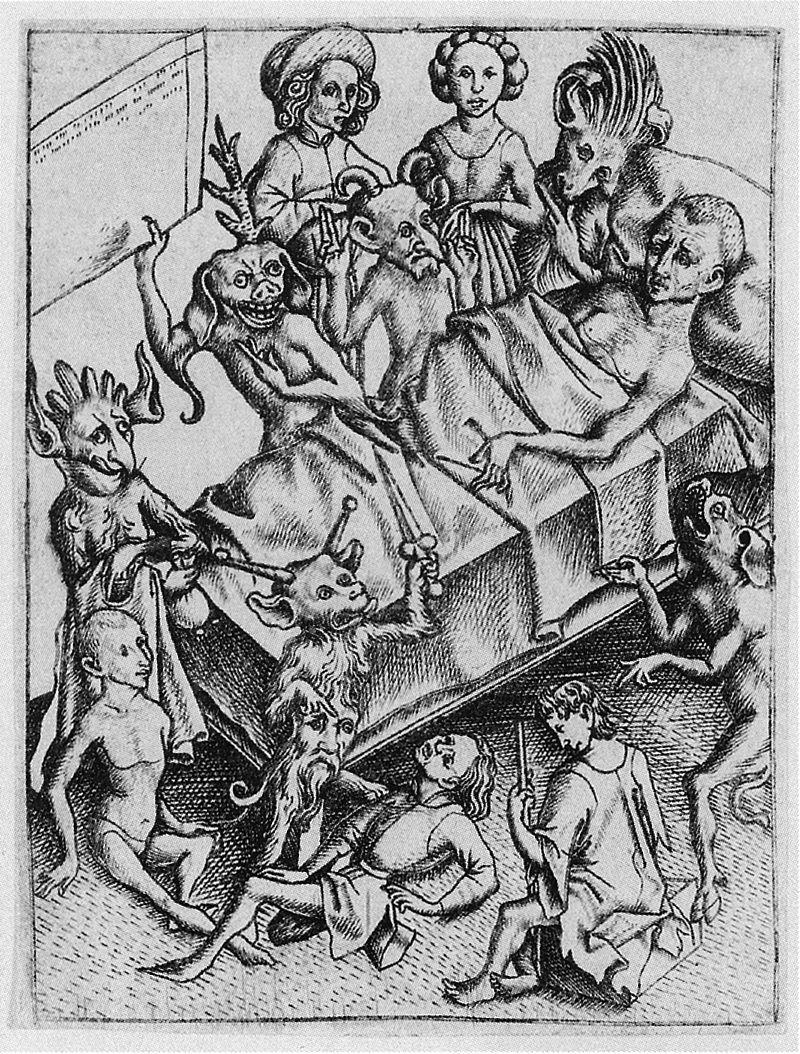
Tentation du désespoir (L. 177)
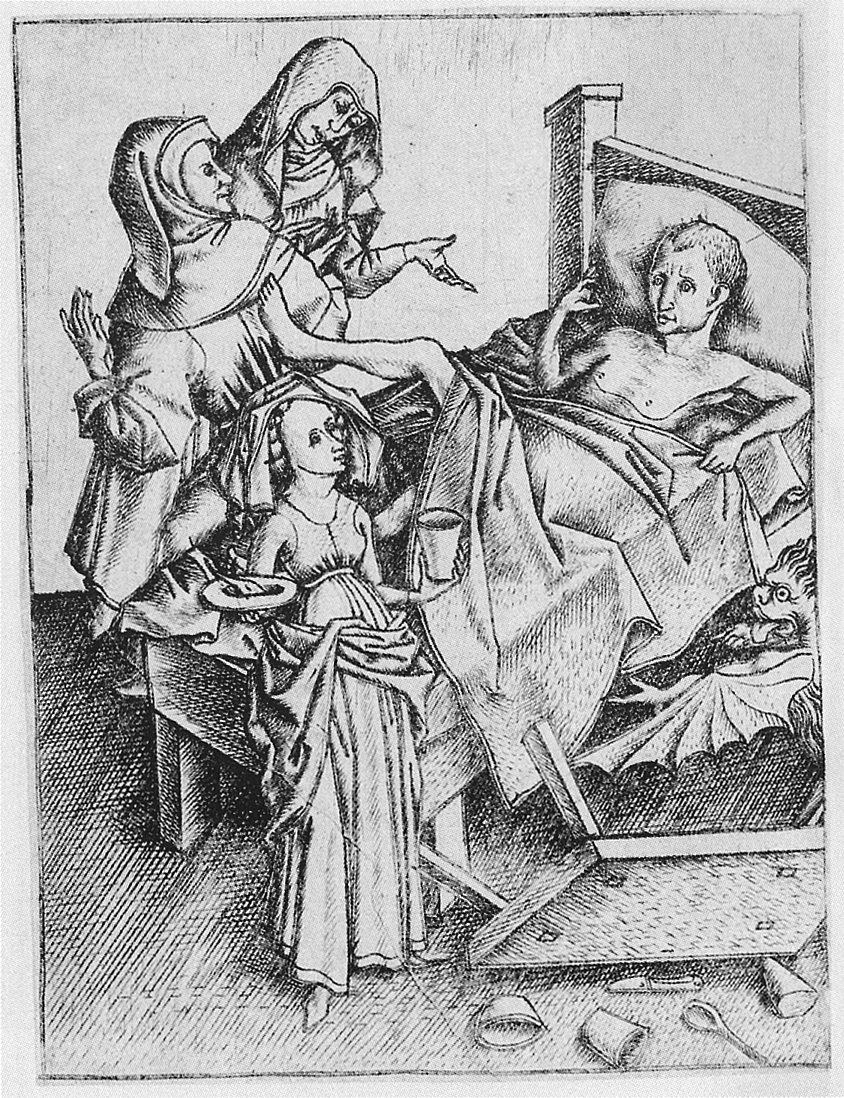
Tentation de l'impatience (L. 179)
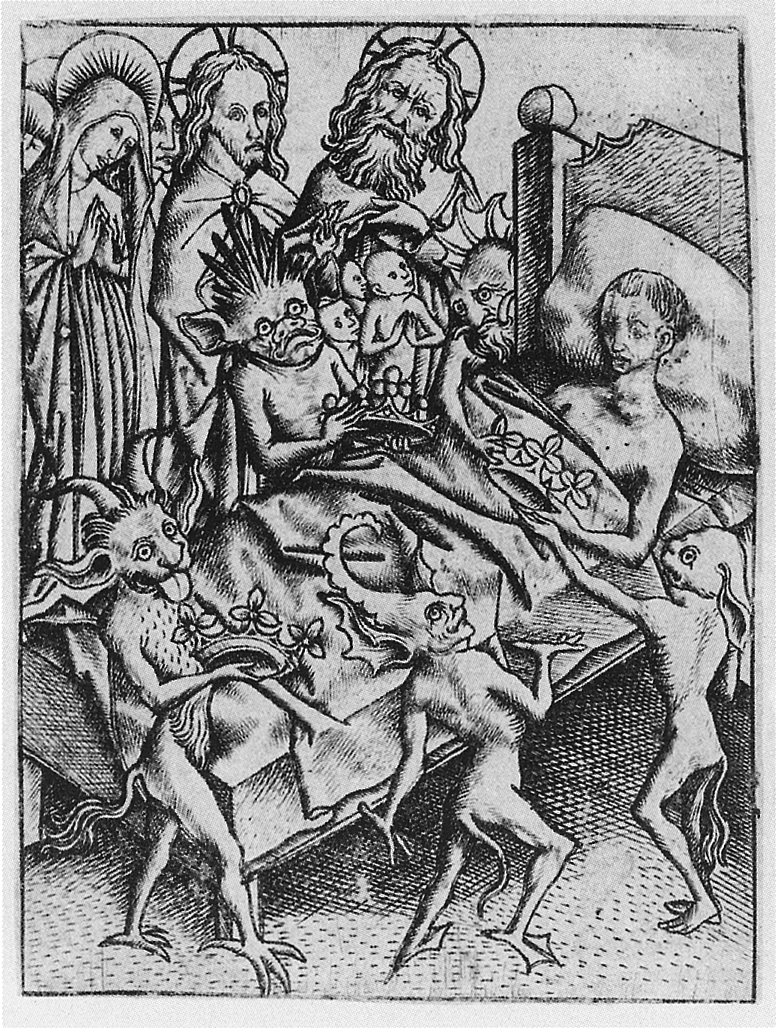
Tentation de l'orgueil (L. 181)
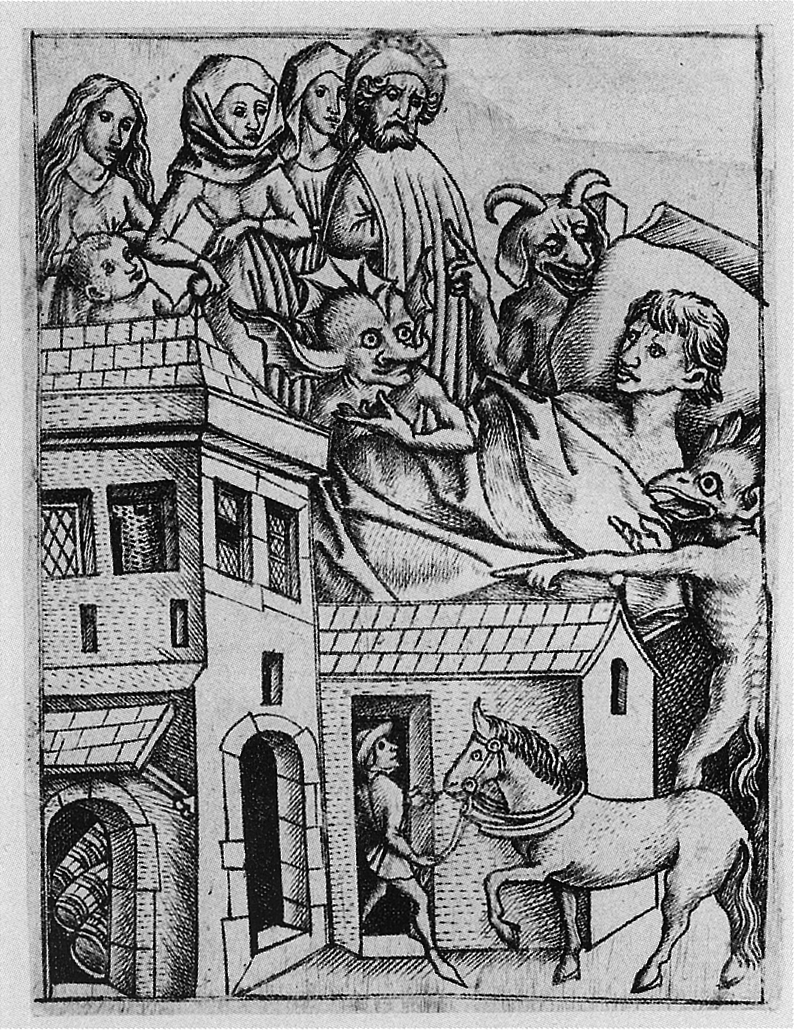
Tentation des biens temporels (L. 183)

### Représentations profanes

#### LeJardin d'amour
Parmi les gravures de Maître E.S. représentant des couples amoureux (L. 202-216), plusieurs illustrent le thème du Jardin d'Amour, notamment Le Petit Jardin d'Amour (L. 213), Le Grand Jardin d'Amour aux joueurs d'échecs (L. 214), et Le Banquet amoureux — appelé aussi Le Grand Jardin d'Amour (L. 215). Ce motif, issu du Roman de la Rose du XIIe siècle, est un thème essentiel de l'allégorie de l'amour courtois au Moyen Âge, qui sera par la suite réinterprété, suivant la tradition chrétienne, comme le Jardin clos (ou hortus conclusus) dans les poèmes et tableaux mariaux.

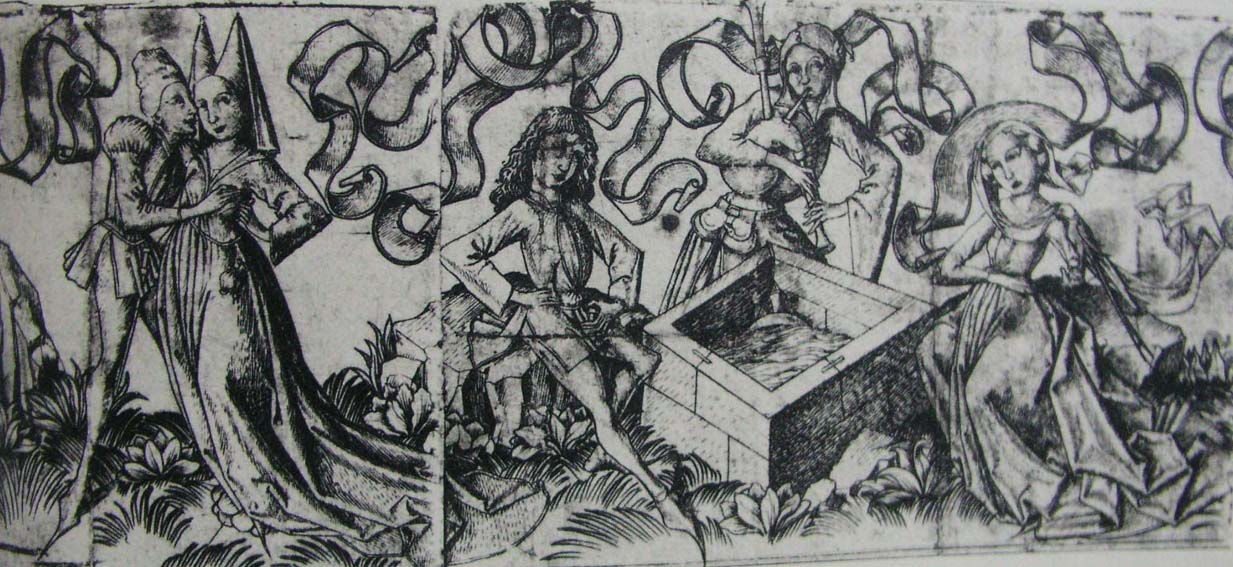
Le Petit Jardin d'amour (L. 213)

##### La reprise partielle d'un motif traditionnel

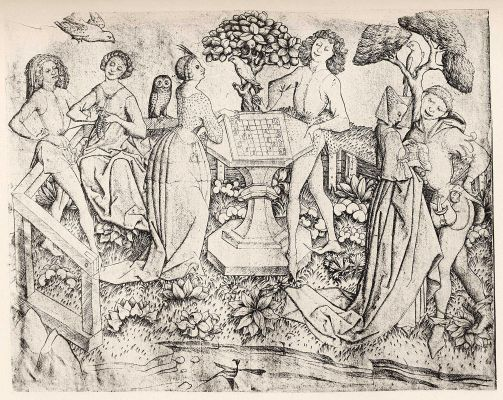
Le Grand Jardin d'Amour aux joueurs d'échecs (L. 214)

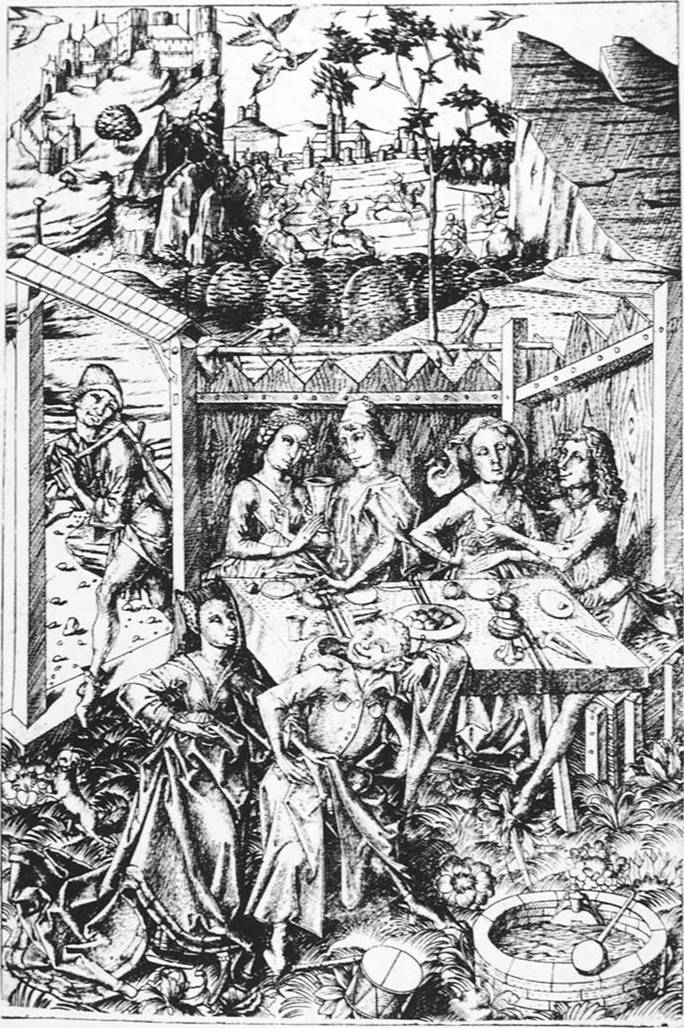
Le Banquet amoureux (ou Le Grand Jardin d'Amour) (L. 215)

Maître E. S. reprend une iconographie stable et codée, qui s'adressait essentiellement aux classes nobles et puissantes, et qui s'est développée aussi bien dans les fresques, les manuscrits enluminés, les coffrets d'ivoire ou de bois sculptés, et les tapisseries, que dans les gravures qui lui sont antérieures, comme celles de l'artiste néerlandais identifié par le nom de convention de Maître des Jardins d'Amour (1440-1450). Au sein d'une nature idéalisée, les couples, protégés par des murets, clôtures ou haies hautes, évoluent dans un jardin présentant un banc de gazon pour s'asseoir et deviser (L. 203, L. 211), un ruisseau, un puits pour s'hydrater et rafraîchir les boissons (L. 207, L. 215), des arbres dispensant une ombre agréable, des fleurs parfumées, des oiseaux qui chantent, etc. Dans ce monde de pudeur, de constance et de fidélité, aucun des vices d'ici-bas n'a accès : le chien (L. 215) symbolise la fidélité conjugale, alors que les perroquets (L. 203, L. 211, L. 214, l. 215) rappellent traditionnellement la pureté et l'innocence. Les activités des couples évoquent en outre l'amour noble et chaste, que ce soit la musique (le luth et la harpe dans Le Couple jouant de la musique à la fontaine, L. 203), le jeu d'échecs (pour le couple du milieu dans Le Grand Jardin d'Amour avec les joueurs d'échecs, L. 214), le don de présents (le collier du couple de gauche, L. 214), ou de rafraîchissements, la lecture d'un billet (pour le couple de droite, L. 214). L'arrière-plan du Banquet amoureux est à ce titre emblématique de telles représentations courtoises, comme le XVe siècle va les reprendre : alors qu'on distingue deux villes, la première fortifiée, sur un promontoire à gauche, et la seconde, au centre, avec les deux flèches d'une cathédrale, des chevaliers s'adonnent à des occupations symboliquement associées aux combats amoureux pour s'attacher les services de la Dame, à savoir, la chasse au faucon — une proie est attrapée dans le ciel —, et les joutes équestres.

##### L'originalité de Maître E. S.: la veine satirique et moralisatrice
Si elles s'inspirent assez étroitement de compositions préalables, les gravures de Maître E. S. cependant ne se contentent pas de copier servilement des motifs préexistants, et constituent une « parodie moralisatrice de l'amour courtois et de la tradition chevaleresque ».

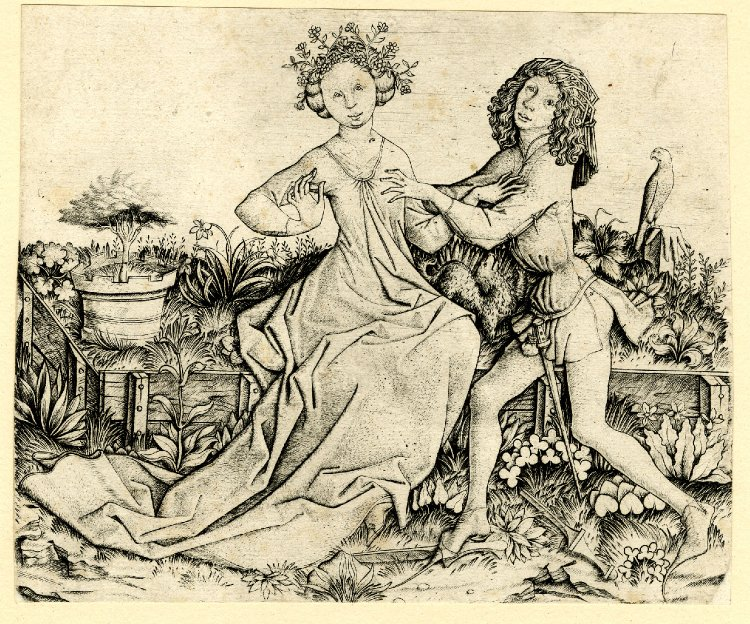
Couple d'amoureux sur un banc de jardin (L. 211)

Tout d'abord, le thème du Jardin d'Amour se double de celui du « tête-à-tête dans la nature », où le geste amoureux se fait plus lascif, voire franchement grivois. Loin de l'amour platonique, l'homme enlace la jeune femme et lui touche la poitrine (L. 207, L. 211, L. 215), avec un sourire de satisfaction qui en dit long. Les réactions des jeunes femmes également sont ambiguës, entre acquiescement et indignation, comme celle des Amoureux sur un banc de gazon, qui dit « non » de la main droite, mais « oui » de la gauche, et fixe le spectateur avec un regard où se lisent à la fois le plaisir et la mélancolie.
L'originalité de Maître E. S. est donc d'infléchir le message des Jardins d'Amour traditionnels pour condamner les tentations de la chair, selon un axe moralisateur. Dans Le Grand Jardin d'amour (L. 214) par exemple, la présence surprenante du hibou, qui attire l'attention des trois autres oiseaux, a pu être interprétée comme un symbole du péché, et plus particulièrement, de la luxure, et le jeu d'échecs au centre de la composition comme une possible allégorie du pouvoir des femmes sur les hommes, qui ne résulte que de la folie de ceux-ci. L'offre du vin dans le Banquet amoureux pourrait revêtir la même signification, alors que la cornemuse, présente dans Le Petit Jardin d'amour et dans Le Banquet amoureux, est une métaphore traditionnelle des attributs sexuels masculins. Les détails des gravures viennent donc contredire l'idéal courtois pour renvoyer, sur le mode symbolique, aux faiblesses de la chair, à l'instar du chien qui jappe entre les deux amants, de l'épée coupée gisant au sol, ou du fait que le jeune homme ait perdu l'une de ses socques de bois dans Les Amoureux sur un banc de gazon, et qui sont autant de signes suggérant l'intempérance et l'inconstance.

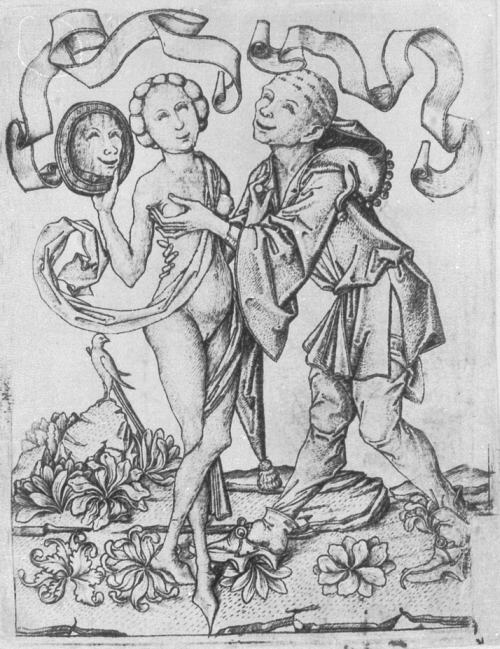
Le Fou et la jeune fille nue au miroir (allégorie de la luxure) (L. 213)

Mais c'est surtout le motif du fou, normalement exclu de tels Jardins d'amour, qui constitue une innovation majeure. On le retrouve aussi bien au premier plan du Banquet amoureux, reconnaissable à ses attributs de cour, le tambour et la flûte à ses pieds, que dans le personnage de droite du Grand Jardin d'amour, identifiable à son justaucorps moulant et ses manches découpées en lobes, la bourse qui pend à sa ceinture — symbole de l'amour vénal —, mais surtout à sa tête tonsurée — pouvant également renvoyer à une condamnation du mauvais moine. Dans Le Banquet amoureux, la jeune femme s'agrippe d'une main au vêtement du fou, qui laisse voir ses parties génitales, alors que son autre main repose en un endroit pour le moins suggestif ; et le fait que le fou soit le seul personnage à regarder hors-cadre donne à sa présence une importance capitale pour l'interprétation, par le spectateur, de la scène, qui met en avant les réalités du sexe, au-delà des conventions sociales qui ont normalement cours dans de tels Jardins d'Amour.
Cette signification du fou est confirmée par la gravure du Fou et la jeune femme nue au miroir (L. 213). Le fou, portant la tonsure et des grelots autour de son capuchon, ne peut maîtriser ses instincts : il saisit à pleine main, avec un sourire lubrique et ridicule reflété par le miroir, le sein de la jeune femme nue, alors que son pantalon est déjà à demi baissé. Et la jeune femme nue au miroir, allégorie traditionnelle de la luxure, adresse au spectateur un sourire complice.
En tendant aux spectateurs un miroir de leurs propres défauts, les fous tiennent ainsi le rôle de commentateurs de la faiblesse des hommes à l'égard des tentations de la chair, pour stigmatiser les vices et les péchés.

#### Alphabet figuré
L'Alphabet figuré, œuvre tardive de Maître E. S., comprend vingt-trois lettres minuscules de l'écriture gothique (ou Textura quadrata), le « i » et le « j » étant confondus, de même que le « u » et le « v » — le « w » étant absent. Chacune des vingt-trois gravures (L. 283-305), reproduite sur feuillet isolé, présente une petite scène indépendante, composée essentiellement de personnages ou d'animaux, dans des postures épousant les contours des lettres pour former celles-ci.
Si de nombreux musées, notamment d'Europe et des États-Unis, possèdent certains feuillets de cet alphabet, seul le Kupferstich-Kabinett de Dresde détient la série complète — provenant cependant de plusieurs impressions différentes.
En 1991, la graveur contemporaine Cécile Reims a proposé son « interprétation » des vingt-trois lettres de l'alphabet de Maître E. S.

##### Origine des alphabets figurés

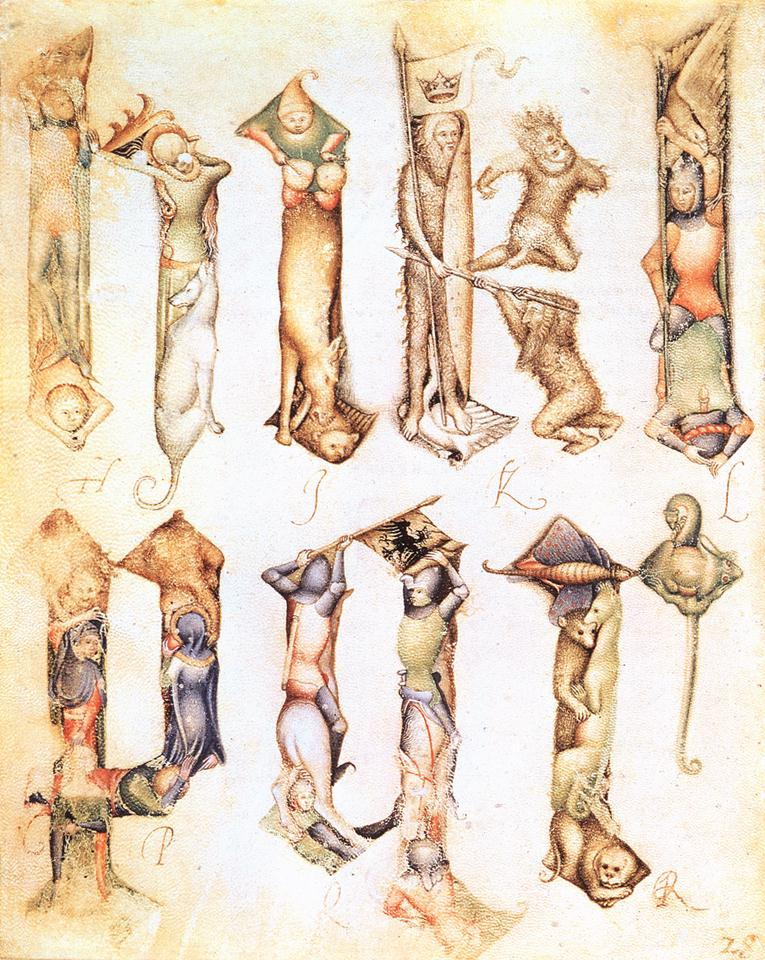
Giovannino de' Grassi, Lettres gothiques h, i, k, l, p, q, r issues des Carnets de croquis, vers 1390, enluminure sur parchemin, 26 × 18,5 cm, Bergame, Bibliothèque Angelo Mai

La tradition des lettres figurées remonte aux lettrines décorées de l'époque carolingienne. Mais, à la différence des manuscrits enluminés médiévaux, en particulier des psautiers, pour lesquels le dessin figuré par la lettre correspond étroitement au texte qu'il illustre, ou à son exégèse, les dessinateurs du gothique tardif proposent des alphabets complets, comportant l'ensemble des lettres, généralement en minuscules, dans leur ordre traditionnel, indépendamment de tout texte préalable. Ces alphabets figurés, formant ainsi des séries cohérentes selon une unité graphique et thématique, vont surtout être le fait des graveurs allemands à partir du début XVe siècle : prétextes à un réel déploiement créatif, ils vont constituer une activité artistique à part entière, où la veine ludique se teinte souvent d'une inspiration franchement satirique — à la manière des drôleries, des figures grotesques, zoomorphes ou anthropomorphes, qui ornent parfois les marges des manuscrits, mais aussi des chapiteaux et gargouilles de la statuaire gothique, ou encore des miséricordes des stalles, telles qu'elles se développent à la même époque.

##### Inspiration, destination et fortune de l'alphabet
L'alphabet de Maître E. S. s'inspire assez étroitement de celui dit « de Bergame », issu des Carnets de croquis (Taccuino dei disegni) de l'enlumineur italien Giovannino de' Grassi, ou de son atelier (vers 1390, Biblioteca Civica « Angelo Mai »). Les lettres « b », « c », « e », « f », « k » et « r » par exemple présentent un même agencement d'éléments similaires et des thèmes identiques sont traités, que ce soit l'homme sauvage dans le « k », le tournoi de chevaliers dans la lettre « q », ou les quatre musiciens dans la lettre « x ». Maître E. S. cependant adapte les modèles, non seulement aux réalités — notamment en matière de costumes — de son époque et de la région, mais aussi à sa technique propre de graveur, pour proposer un ensemble tout à fait personnel.
Si la destination finale d'un tel alphabet reste peu claire, et semble relever d'une commande privée, il a néanmoins largement servi par la suite de modèle aux enlumineurs, éditeurs, sculpteurs, ou huchiers. La lettre « a » par exemple est utilisée deux fois (dans le « a » de « AVE » et le dernier « a » de « MARIA ») dans la prière à la Vierge, « AVE GRACIA MARIA PLE(NA) », sur le folio 52r du livre d'Heures de Charles d'Angoulême (Horae ad usum Parisiensem, vers 1482-85). Ces lettres sont également utilisées par l'imprimeur strasbourgeois Martin Schott pour les initiales d'ouvrages en gravure sur bois, qu'ils soient sacrés, comme Plenarium (1481), ou profane, avec la traduction allemande de De consolatione Philosophiae de Boethius, Von dem trost der weißheit (1500).

##### Interprétation et signification
Le rapport exact entre la lettre et la scène qu'elle représente reste sujet à caution. L'hypothèse de Wilhelm Bühler, qui y voit un alphabet parlant destiné à l'apprentissage de la lecture (« a » comme « Angriff, Abwehr » — « attaque et défense » —, « c » comme « Coronierung » — « couronnement » —, etc.) semble pour le moins forcée ; tout aussi ingénieuse, et invérifiable est celle des rébus latins reprise par Jan Białostocki (par exemple « m » comme « mercator, meretrix, matus », soit « le marchand, la courtisane et la crainte », correspondant à chacun des sujets des trois pattes de la lettre minuscule, ou « v » comme « via veritatis et vitæ », la « vraie voie de la vie », correspondant à celle montrée du doigt par l'enfant Jésus sur les épaules de Saint Christophe à gauche, mais aussi par la lanterne de l'ermite de droite).
Toujours est-il que le thème général de l'alphabet renvoie, par des représentations ludiques s'écartant nettement des images pieuses conventionnelles, au combat médiéval du bien et du mal mettant aux prises, d'un côté les vertus chrétiennes, et de l'autre « l'antithèse d'un ordre du monde régi par Dieu », pour devenir un authentique médium d'engagement intellectuel.
Certaines lettres tournent en effet en ridicule, non sans susciter par ailleurs une certaine fascination liée à un voyeurisme contemporain, la concupiscence généralisée de l'époque. Ainsi, les animaux d'espèces différentes qui s'embrassent dans les lettres « s » et « z » pourraient être une allégorie critique de l'amour libre. Et le message des trois lettres qui figurent des membres du bas clergé, « g », « m » et « n », revêt une franche critique sociale. Les trois moines de la première patte de la lettre « n » portent des vêtements caractéristiques des bouffons, avec des grelots aux manches ou sur le capuchon : celui du haut, de dos, les fesses à l'air, urine (ou défèque) sur les deux autres, alors que celui du milieu tient un pichet renversé à hauteur de la bouche de celui du bas, qui possède une bourse pleine à la ceinture, et se vautre dans une pose pour le moins équivoque, en laissant voir ses parties génitales. Dans la seconde patte de la même lettre, le moine du haut a chaussé ses lunettes pour observer la scène de gauche, alors qu'une jeune femme au milieu frappe avec une verge les fesses dénudées du moine accroupi sous elle, qui tire une langue démesurée, attrapée par un aigle. Cette assimilation des moines aux fous semble donc assez clairement « dénoncer les mœurs lubriques et la vie dissolue des membres du bas clergé ».

Moines de l'Alphabet figuré
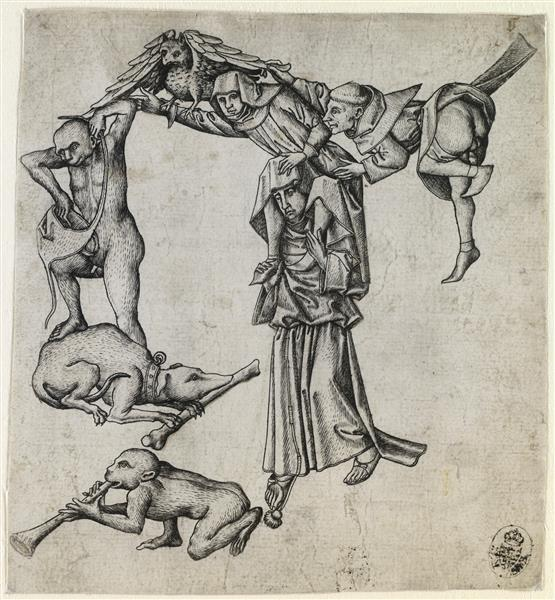
Lettre g (L. 289)
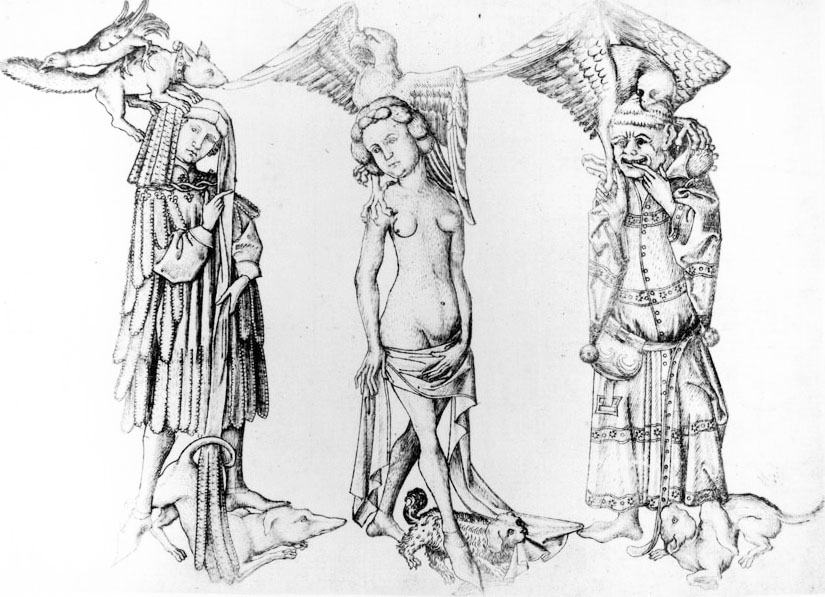
Lettre m (L. 294)
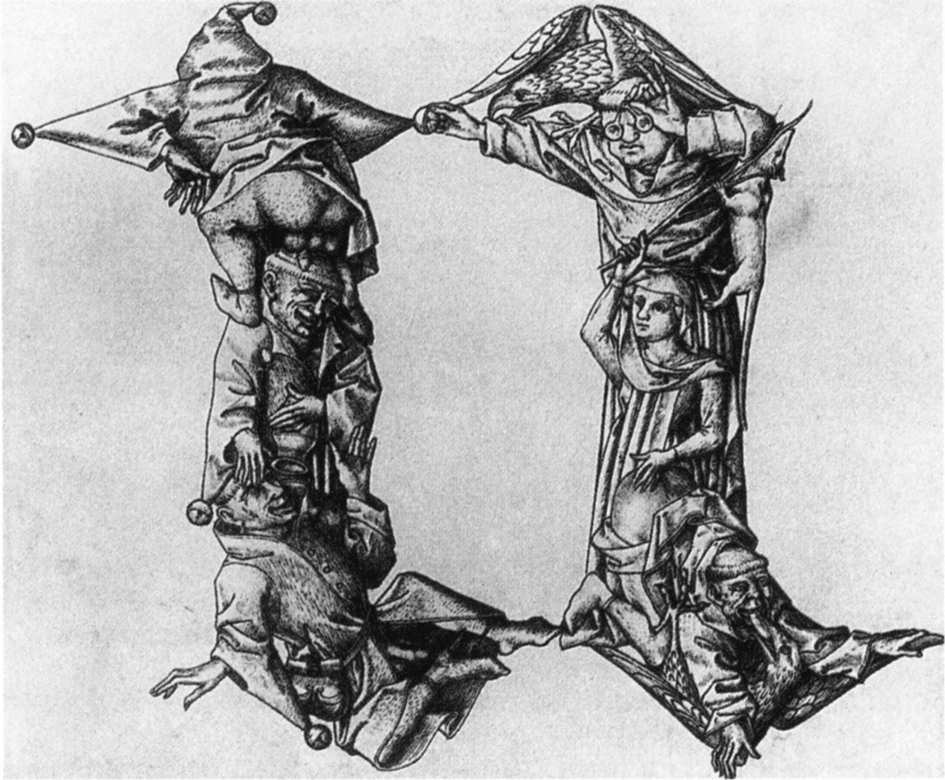
Lettre n (L. 295)

En présentant, sous la forme de motifs moralement répréhensibles des sujets éminemment respectables, ces lettres donnent des contre-exemples, caractéristiques d'un « monde à l'envers », dans le but d'effrayer, et ainsi de rappeler les fidèles aux vraies valeurs de la vie chrétienne. Ainsi le motif du combat est-il largement illustré, que ce soit par des animaux entre eux, entre des animaux et des chasseurs, domestiques ou soldats — ces derniers à la mode orientale dans la lettre « p » —, entre des « hommes sauvages » dans la lettre « k », ou des chevaliers aux lances brisées dans la lettre « q » — la bannière impériale avec l'aigle à deux têtes du Saint-Empire romain germanique s'opposant ici à une autre portant une croix — dont les chevaux foulent des paysans. En révélant les bas instincts, le programme iconographique de l'alphabet montre donc également la nécessité d'une force intellectuelle et spirituelle pour maîtriser ceux-ci.
Car quatre lettres représentent, à l'inverse, des saints populaires de l'époque pour indiquer la voie du salut donnant accès à la vie éternelle : sainte Marguerite sur le « c », saint Jean Baptiste sur le « d », saint Christophe sur le « v », et saint Georges sur le « y ». Saint Georges terrassant le Dragon est en effet traditionnellement considéré comme une allégorie de la victoire de la foi chrétienne sur le Démon, de même que sainte Marguerite, ici en prière devant une créature démoniaque qui repose vaincue à ses pieds. Saint Christophe est celui qui est guidé par l'Enfant Jésus, qui montre du doigt la voie à suivre, ce qui renvoie au symbolisme de la lanterne posée devant l'ermite. Saint Jean Baptiste enfin, dans la lettre « d », pointe d'un côté le Livre de la Vie pour évoquer ainsi la mort, alors que de l'autre, il montre l'Agneau de Dieu, symbole du sacrifice du Christ et du rachat des péchés : l'exemple du Christ devient donc la seule voie possible de la vie terrestre. Le Livre de la Vie est également une allusion aux Écritures, « référence à l'alphabet dans le contexte d'une œuvre d'art ».

Saints et saintes de l'Alphabet figuré
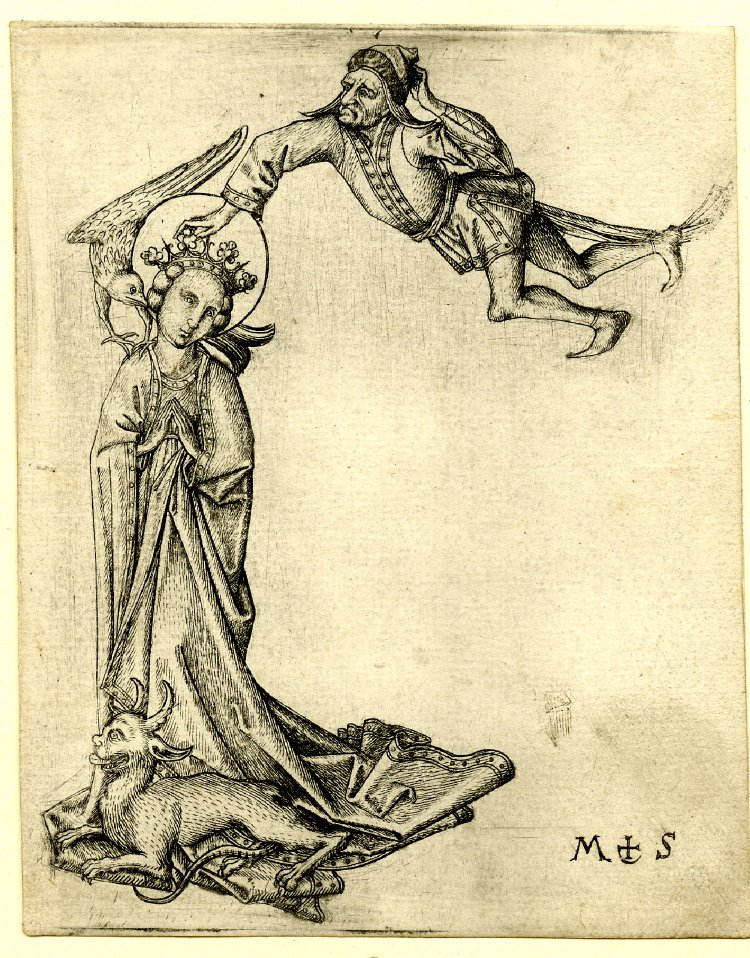
Lettre c (L. 285)
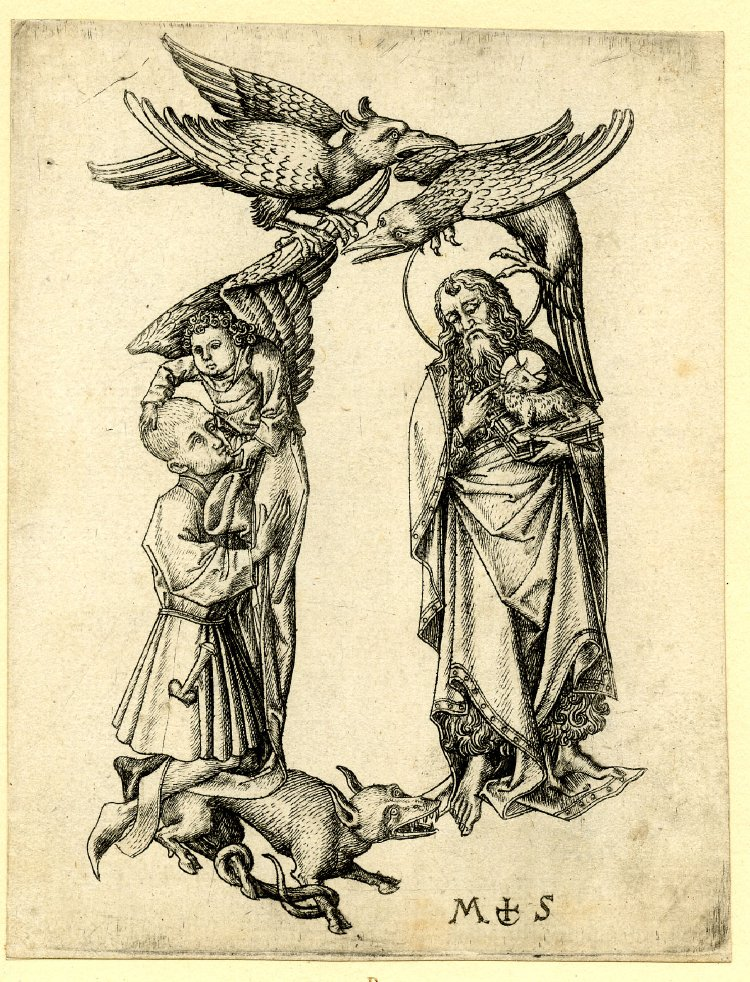
Lettre d (L. 286)
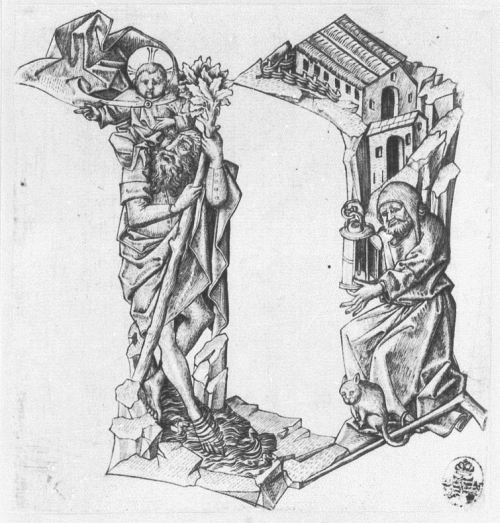
Lettre v (L. 302)
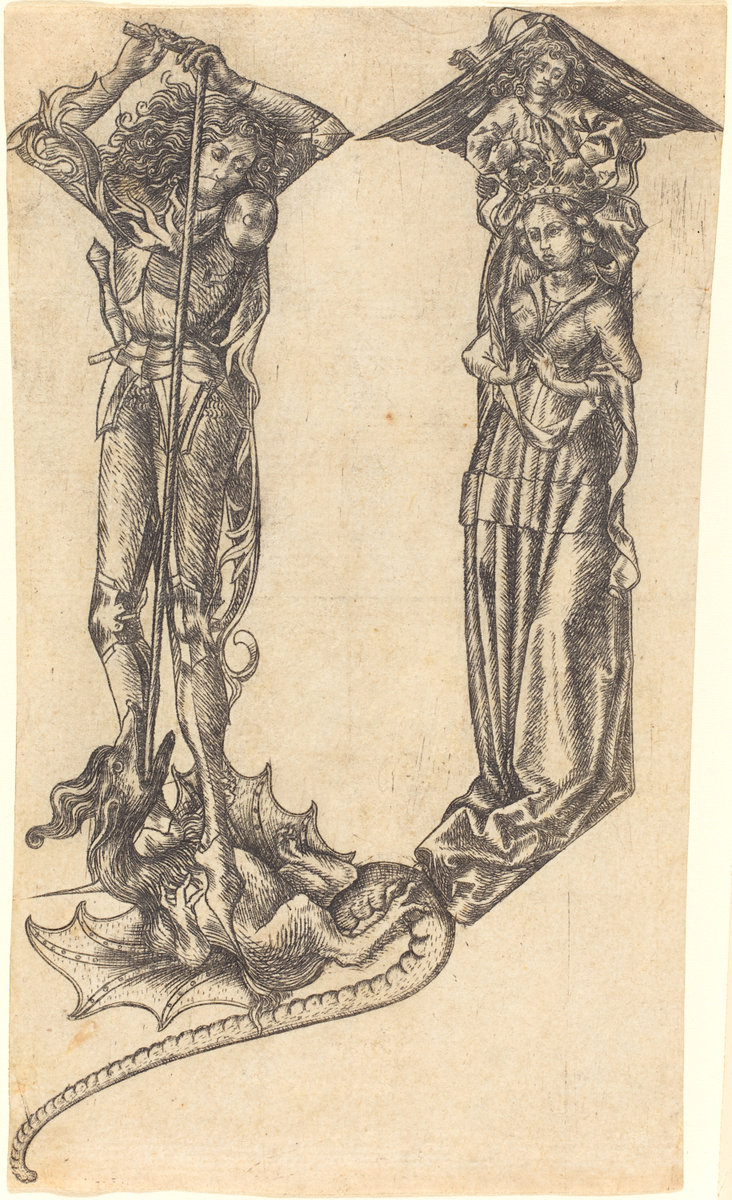
Lettre y (L. 304)

Bien plus que de simples plaisanteries, ainsi qu'un homme du XXIe siècle pourrait les comprendre, ces lettres figurées suivent donc, selon une voie certes originale, un programme iconographique chrétien somme toute traditionnel pour l'époque, qui s'inscrit dans la veine satirique de La Nef des fous de Sébastien Brant (1494), ou des tableaux à venir de Jérôme Bosch.

#### Cartes à jouer
Deux jeux de cartes sont attribués à Maître E. S. : le jeu des Petites cartes, dont il ne reste que quinze des cinquante-deux cartes du jeu complet (L. 226-240), et celui des Grandes cartes, dont on a conservé quarante-et-une des quarante-huit cartes totales (L. 241-282).
Arrivés en Europe par l'Orient, probablement vers le milieu du XIVe siècle, les jeux de cartes vont se développer en Europe dès le début du XVe siècle grâce à l'essor de la gravure sur bois, qui permet de les reproduire en plus grand nombre, et donc de les diffuser à moindre coût. La demande d'une clientèle plus raffinée et exigeante va encourager et stimuler la production de jeux de cartes plus soignés, et plus onéreux, selon la technique alors nouvelle de la gravure sur cuivre. Le premier maître pratiquant cette technique, reconnaissable à la cohérence de son œuvre, a d'ailleurs reçu le nom de convention de « Maître des Cartes à jouer », en raison de la soixantaine de cartes qui lui est notamment attribuée. À la suite de celui-ci, Maître E. S. fait partie de la deuxième génération de graveurs sur cuivre allemands.

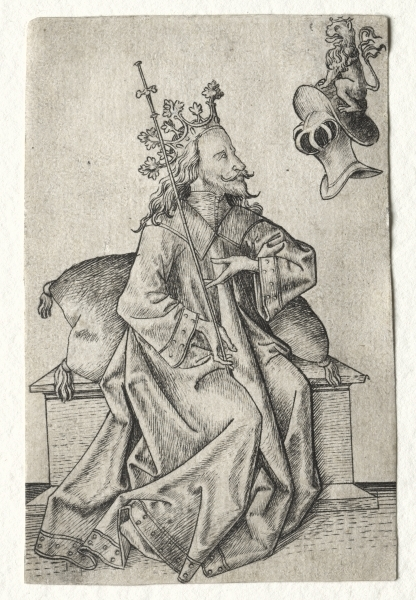
Roi de Heaume des Petites cartes (L. 231)
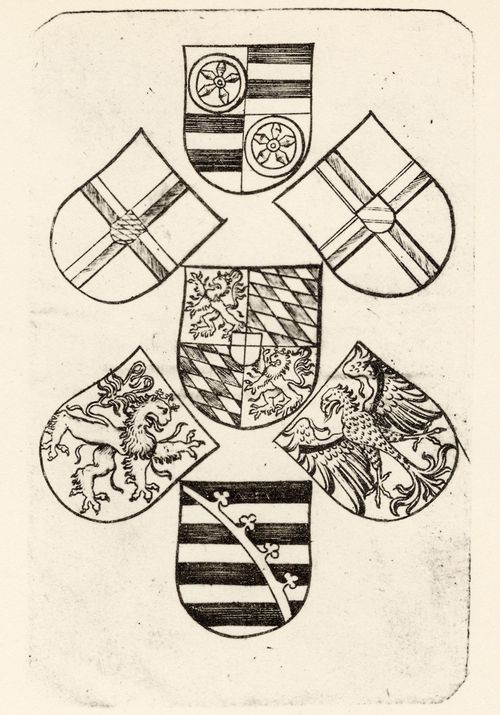
7 d'Écusson des Grandes cartes (L. 277)
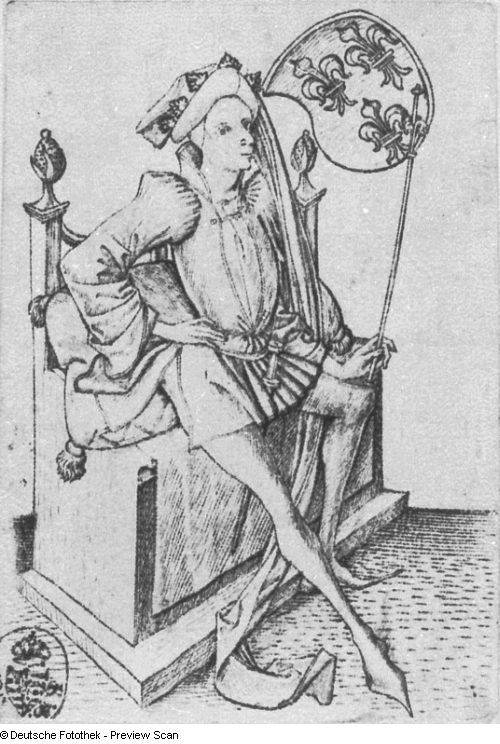
Roi d'Écusson des Petites cartes (L. 236)

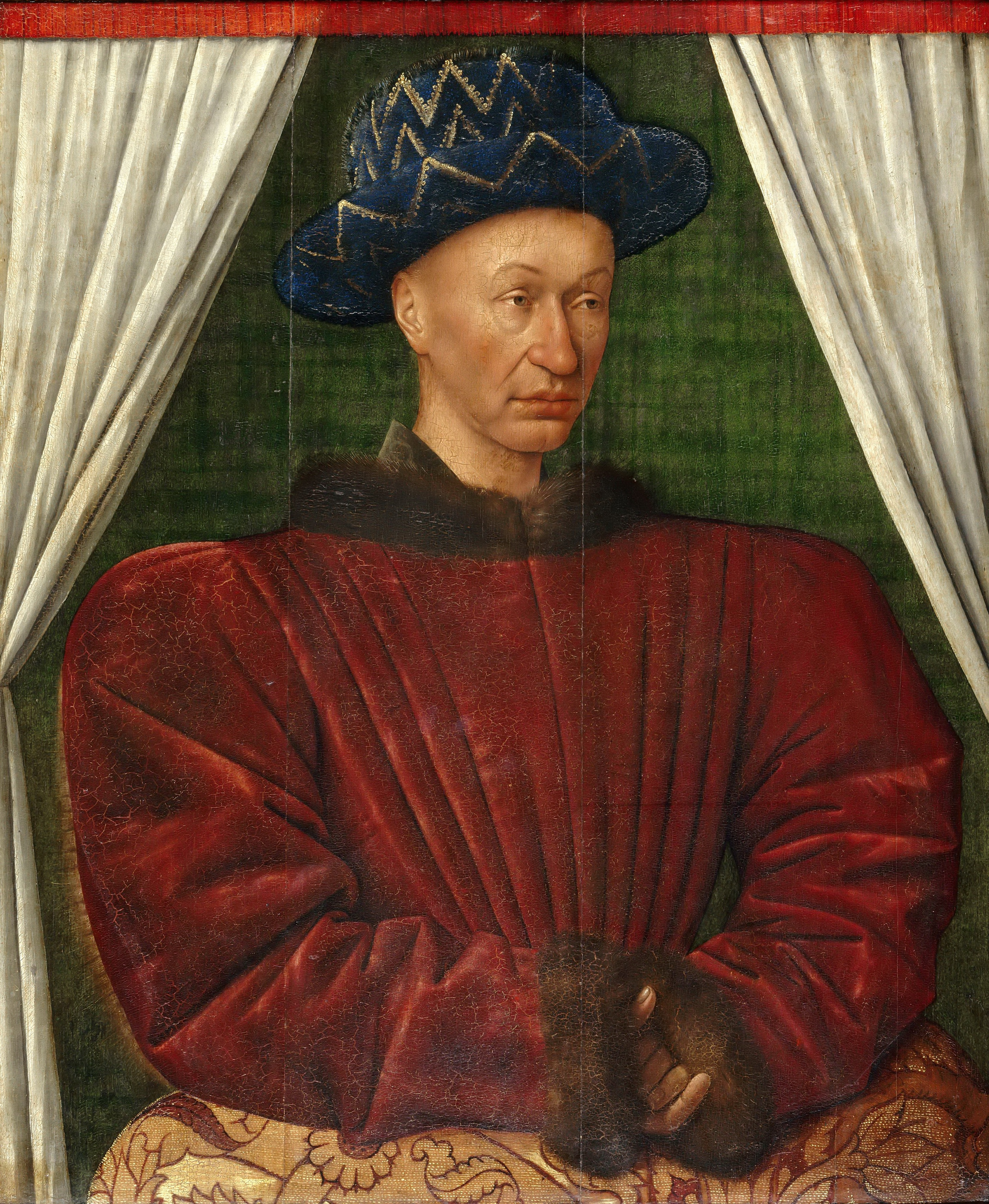
Jean Fouquet, Charles VII, vers 1445-1450, huile sur panneau, 85 × 70 cm, Paris, Musée du Louvre

Les deux jeux de Maître E. S. se répartissent en quatre « couleurs » (ou enseignes) : dans les Grandes cartes, il s'agit des Hommes, Chiens, Oiseaux et Écussons, et dans les Petites cartes des Animaux, Heaumes, Écussons et Fleurs. Les blasons représentés dans les couleurs des Écussons des deux jeux n'ont pu être que partiellement identifiés : sur le 7 des Grandes cartes par exemple (L. 277), on reconnaît les différents blasons des princes-électeurs du Saint-Empire romain germanique, alors que le 2 (L. 273) présente l'aigle bicéphale du Saint-Empire. Le Roi d'Écusson des Petites cartes (L. 236) présente l'écu à trois fleurs de lys du royaume de France. Certains blasons des autres cartes ne comportent que de simples croix, chevrons, fasces, etc.
Chaque couleur comporte des nombres, huit pour les Grandes cartes, du 2 au 9, et neuf pour les Petites cartes, de l'As au 9. Comme dans d'autres jeux allemands anciens, le 10 est représenté par une femme, souvent prise pour une reine, ce qu'elle n'est pas. Trois figures complètent ces couleurs : deux valets, inférieur et supérieur — différenciés par la position, en bas ou en haut de la carte, du symbole de la couleur — et un roi. Dans les Grandes cartes, les figures chevauchent une monture (cheval, licorne, dromadaire et chameau) ; dans les Petites cartes, le roi et la dame sont assis sur un trône, tandis que les valets inférieur et supérieur se tiennent debout. Johann David Passavant a cru pouvoir identifier le modèle du roi d'Écusson des Petites cartes (L. 236) comme étant Charles VII de France, et en a déduit que le jeu n'avait pas dû être produit après 1461, date de la mort de celui-ci.

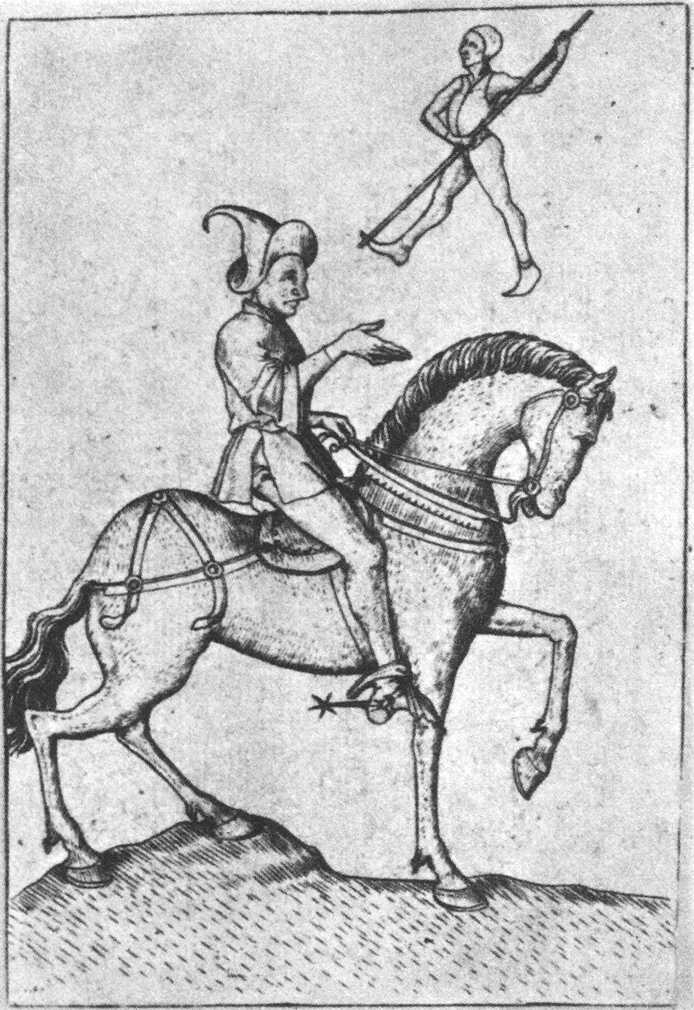
Valet supérieur d'Homme des Grandes cartes (L. 249)
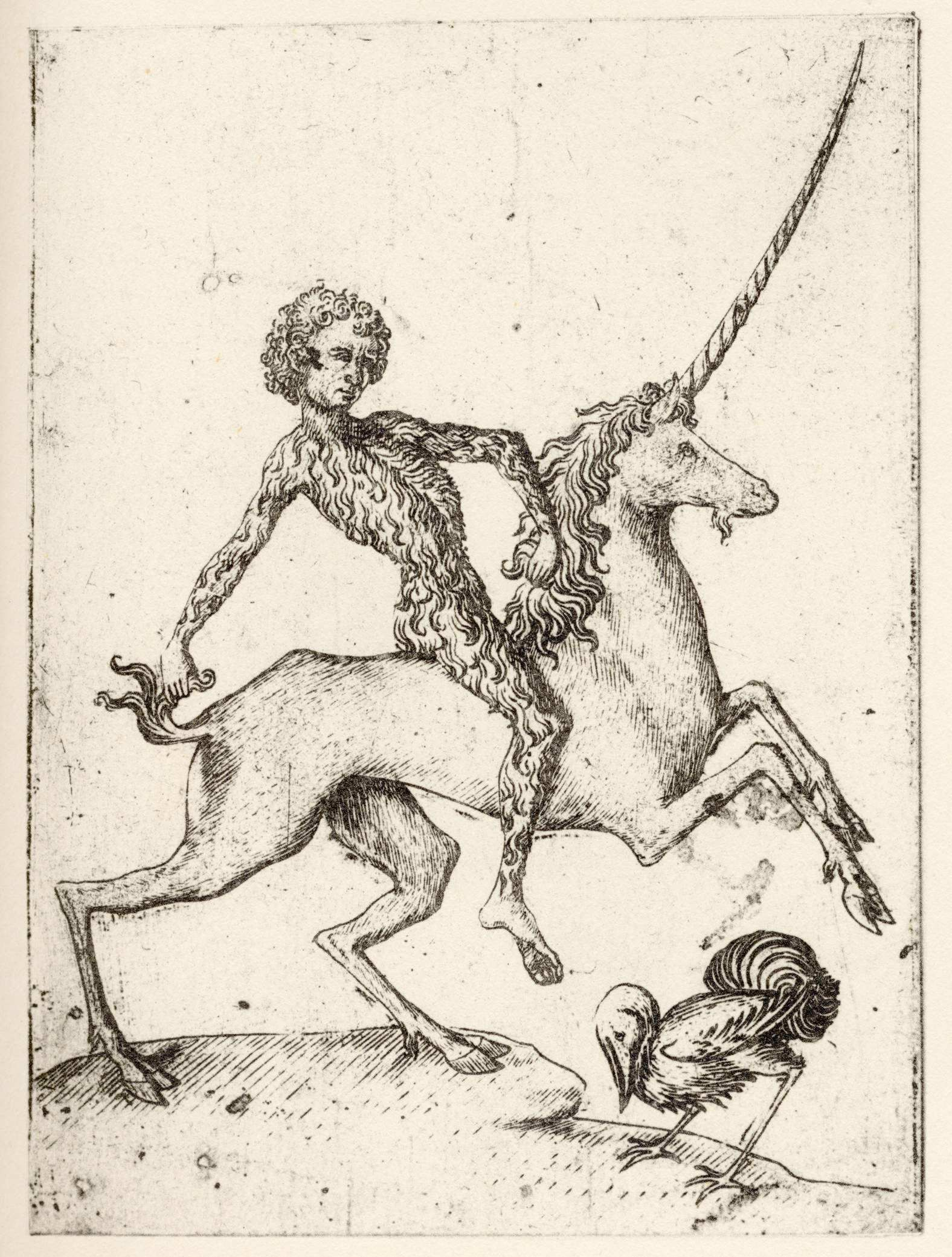
Valet inférieur d'Oiseau des Grandes cartes (L. 269)
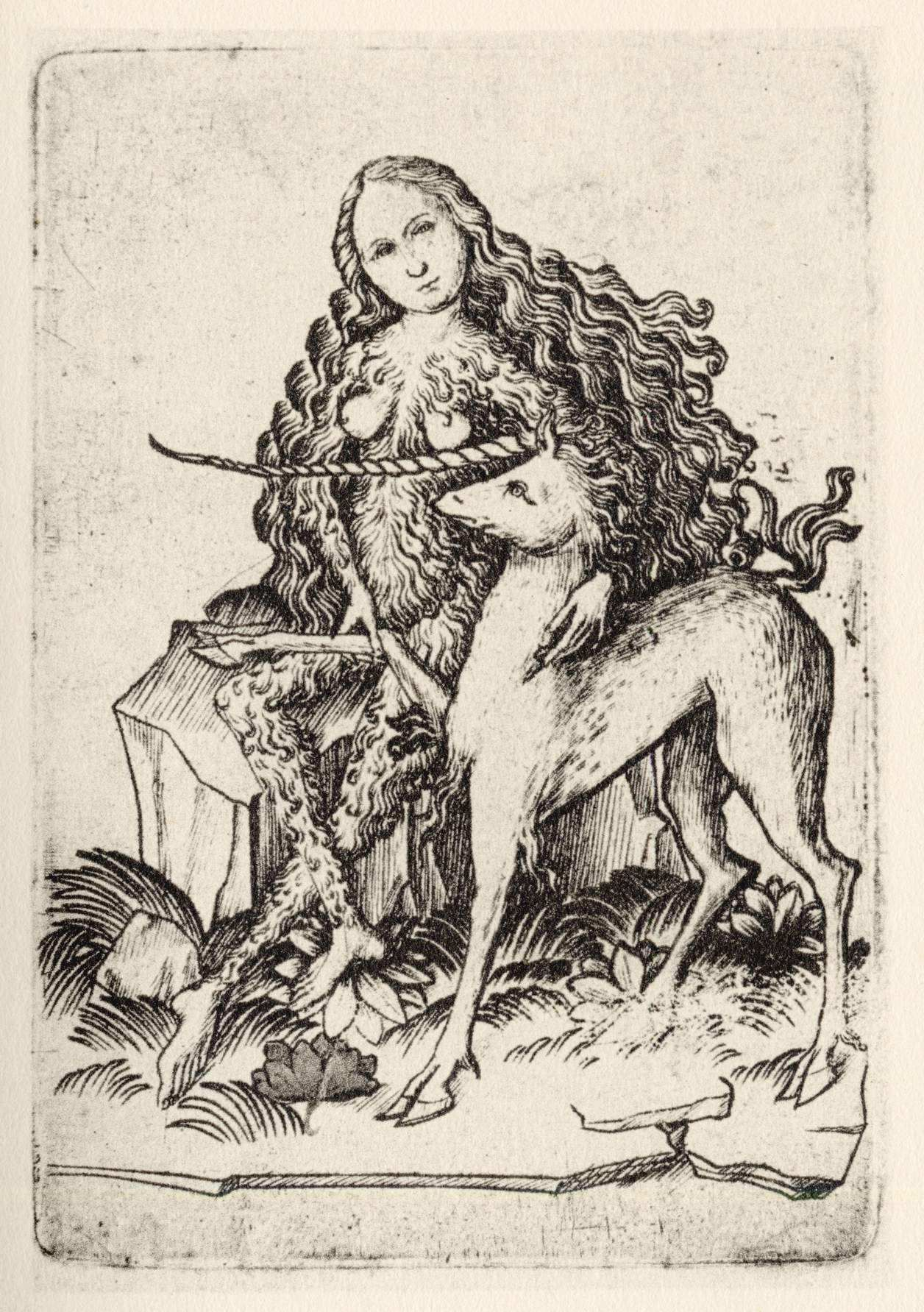
Dame d'Animal (ici, une « femme sauvage », incarnant probablement le 10) des Petites Cartes (L. 229)

#### Écussons d'armes

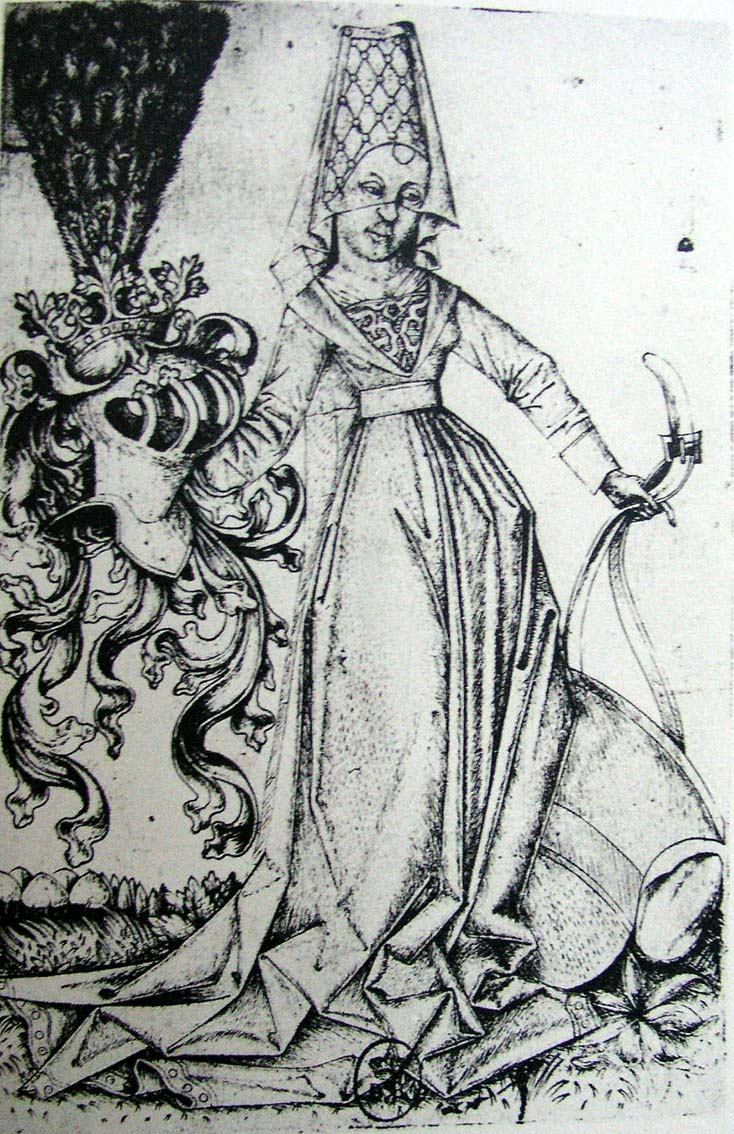
Dame portant un heaume et l'écu de l'Autriche (L. 223)

Maître E. S. a exécuté un certain nombre d'écussons d'armes, tenues par des femmes élégantes et gracieuses (L. 217, L. 220-224). La destination de telles gravures dépassait largement le cercle de la famille désignée par le blason de l'écu — dont certains, restés vierges, ne sont d'ailleurs pas identifiables — : elles se sont développées comme des motifs ornementaux autonomes, destinés à être collectionnés dans des albums, échangés, ou servir d'ex-libris.

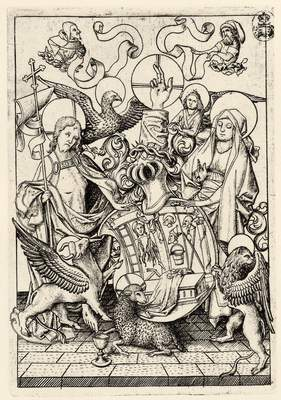
Écusson d'armes avec les instruments de la Passion, et l'Agneau de Dieu (L. 189)

Plusieurs représentent les armes de l'archiduché d'Autriche (L. 217, L. 220, L. 223), l'écu coupé (de gueules à la fasce d'argent), avec un heaume portant une couronne et un cimier à plumes de paon. La partie nord de la Suisse actuelle et la région du Rhin supérieur de l'Allemagne du sud formaient alors l'Autriche antérieure : on a ainsi pu supposer que Maître E. S. avait exercé dans cette région.
En raison de la popularité des images d'écus et d'armoiries, Maître E. S. a également gravé deux Écussons du Christ (L. 188 et L. 189), avec les instruments de la Passion. Celui de la gravure L. 189 est porté par Jésus à gauche et Marie à droite, et est coiffé d'un heaume dont le cimier est la couronne d'épines surmontée d'une main bénissant, portant une plaie ; il est également entouré des symboles des quatre Évangélistes, le lion, l'ange, l'aigle et le taureau, tous ailés et nimbés, alors que l'Agneau de Dieu repose sur le devant de la scène, et que deux prophètes, en demi-figures, flottent dans le ciel en portant une banderole.

#### Ouvrages et articles généraux sur la gravure auXVesiècle
- Maria Cristina Paoluzzi (trad. de l'italien), La Gravure : l'histoire, les techniques, les chefs-d'œuvre de l'art graphique, des origines à nos jours, Paris, Solar, 2004, 191 p. (ISBN 2-263-03729-2), p. 40-41 et 44-49
- Jan Białostocki (trad. de l'anglais par Pierre-Emmanuel Dauzat), L’Art du XVe siècle : des Parler à Dürer, Paris, Le Livre de poche, coll. « La Pochothèque », 1993, 528 p. (ISBN 2-253-06542-0), p. 209-211
- (en) David Landau et Peter Parshall, The Renaissance Print : 1470-1550, New Haven et Londres, Yale University Press, 1996, 448 p. (ISBN 978-0-300-06883-2, lire en ligne), p. 46-50

#### Publications historiques
- Adam Bartsch, Le Peintre-Graveur : Les vieux maîtres allemands (5e partie), vol. 10, Vienne, J. V. Degen, 1808 (lire en ligne)
- Johann David Passavant, Le Peintre-Graveur, t. 1&2, Leipzig, Rudolph Weigel, 1860 (lire en ligne), p. 207-209 (t.1) et 33-66 (t.2)
- (de) Max Geisberg, Die Kupferstiche des Meisters E. S. : 248 Taffeln in Heliogravüre, Berlin, Bruno Cassirer, 1924
- (de) Max Lehrs, Geschichte und kritischer Katalog des deutschen, niederländischen und französischen Kupferstiches im 15 Jahrhundert : Meister E. S., Text und Tafelband, vol. 2, Vienne, Gesellschaft für vervielfältigende Kunst, 1910 (lire en ligne)

#### Articles et monographies sur Maître E. S.
- (de) Holm Bevers, « Meister E. S. », dans Neue Deutsche Biographie (NDB), vol. 16, Berlin, Duncker & Humblot, 1990, p. 711–712 (original numérisé).
- (en) « The Mystery of the Master E. S. », Life,‎ 6 octobre 1967, p. 87-90 (lire en ligne)
- (de) Horst Appuhn, Alle 320 Kupferstiche : Meister E. S., Dortmund, Harenberg-Ed., coll. « Die bibliophilen Taschenbücher, no 567 », 1989 (ISBN 3-88379-567-4)
- (de) Janez Höfler, Der Meister E.S. : Ein Kapitel europäischer Kunst des 15. Jahrhunderts, Ratisbonne, Schnell & Steiner, 2007, 22 p. (ISBN 978-3-7954-2027-7)
  - (en) Jeffrey Chipps Smith, « Rezension von : Janez Höfler : Der Meister E.S. Ein Kapitel europäischer Kunst des 15. Jahrhunderts, Regensburg : Schnell & Steiner 2007 », Sehepunkte, vol. 9, no 6,‎ 15 juin 2009 (lire en ligne)

#### Catalogues d'exposition
- (en) Alan Shestack, Master E.S. : Five Hundreth Anniversary Exhibition, September fifth through October third, Philadelphie, Philadelphia Museum of Art, 1967
  - recension : (en) Charles Ilsley Minott, « Master E. S. at the Philadelphia Museum of Art », The Burlington Magazine, Londres, The Burlington Magazine Publications Ltd., vol. 109, no 776,‎ novembre 1967, p. 663-664 (lire en ligne)
- (de) Richard W. Gassen (dir.), Druckgraphik des fünfzehnten Jahrhunderts : der Meister E. S. und Martin Schongauer, Ausstellung d. Wilhelm-Hack-Museums Ludwigshafen am Rhein 14. Juni - 31. August 1980, Ludwigshafen, Wilhelm-Hack-Museum, 1980, 121 p.
- (de) Holm Bevers (dir.), Meister E. S. : Ein oberrheinischer Kupferstecher der Spätgotik, Staatliche Graphische Sammlung München, 10. Dezember 1986-15. Februar 1987, Kupferstichkabinett Berlin, Staatliche Museen Preussischer Kulturbesitz, 11. April-14. Juni 1987, Staatliche Graphische Sammlung München und Kupferstichkabinett Berlin (Staatliche Museen Preußischer Kulturbesitz), 1986
  - recension : (de) Jan Piet Filedt Kok, « Meister E. S. », Kunstchronik, Zentralinstitut für Kunstgeschichte, Nüremberg, Carl, no 40,‎ 1987, p. 597-602 (ISSN 0023-5474)
  - recension : (en) Christiane Andersson, « Master E. S. in Munich & Berlin Print Collectors », The Print Collector's Newsletter, vol. 18, no 5,‎ novembre-décembre 1987, p. 167-170
  - recension : (en) Fritz Koreny, « The Master E.S. », Print Quarterly, vol. 4, no 3,‎ 1987, p. 304-308
- Pierrette Jean-Richard (dir.), Graveurs allemands du XVe siècle : dans la Collection Edmond de Rothschild [Paris, Musée du Louvre, hall Napoléon, 22 octobre 1991-20 janvier 1992], Paris, Réunion des musées nationaux, 1991, 145 p. (ISBN 2-7118-2474-8)
- Séverine Lepape, Les origines de l'estampe en Europe du Nord 1400-1470, Paris, Musée du Louvre, 2013, 192 p. (ISBN 978-2-84742-279-5).

#### Sur des œuvres ou points particuliers de l'œuvre de Maître E. S.

##### Sur laMadone d'Einsiedeln
- (en) Edith Warren Hoffman, « Some Engravings Executed by the Master E.S. for the Benedictine Monastery at Einsiedeln », The Art Bulletin, New York, College Art Association, vol. 43, no 3,‎ septembre 1961, p. 231-237 (ISSN 0004-3079, lire en ligne)
- (de) Horst Appuhn, « Das Monogramm des Meisters E.S. und die Pilgerfahrt nach Einsiedeln », Zeitschrift für schweizerische Archäologie und Kunstgeschichte, Zürich, Karl Schwegler AG, Schweizerisches Nationalmuseum, no 45,‎ 1988, p. 301–314 (ISSN 0044-3476, lire en ligne)
- (de) Peter Schmidt, « Die Kupferstiche des Meisters E. S. zur Wallfahrt nach Einsiedeln : Einige Überlegungen zum Publikum, Programm und Kontext », Artibus : Kulturwissenschaft und deutsche Philologie (Festschrift für Dieter Wuttke), Wiesbaden, Stephan Füssel,‎ 1994, p. 293-318 (ISBN 3-447-03617-6, lire en ligne)

##### SurLa Sibylle et Auguste
- (en) Ellen S. Jacobowitz, « A Rare 15th Century Engraving », Philadelphia Museum of Art Bulletin, vol. 72, no 314,‎ novembre 1976, p. 2-6 (lire en ligne)

##### Sur l'Ars moriendi
- (en) Lionel Cust, The Master E. S. and the 'Ars moriendi' : a chapter in the history of engraving during the XVth century, Oxford, Clarendon press, 1898 (lire en ligne)
- Alberto Tenenti, « Ars moriendi », Annales. Économies, Sociétés, Civilisations, vol. 6, no 4,‎ novembre 1951, p. 433-446 (lire en ligne)
- Roger Chartier, « Les arts de mourir, 1450-1600 », Annales. Économies, Sociétés, Civilisations, vol. 31, no 1,‎ novembre 1976, p. 51-75 (lire en ligne)

##### SurLe Jardin d'Amour
- (de) Juliane Mohrland, Die Frau zwischen Narr und Tod : Untersuchungen zu einem Motiv der frühneuzeitlichen Bildpublizistik, Karlsruher Schriften zur Kunstgeschichte, 2013, 332 p. (ISBN 978-3-643-11946-9, lire en ligne)
- (en) Keith P. F. Moxey, « Master E. S. and the Folly of Love », Simiolus : Netherlands Quarterly for the History of Art, Stichting voor Nederlandse Kunsthistorische Publicaties, vol. 11, nos 3-4,‎ 1980, p. 125-148 (lire en ligne)
- Maurice Daumas, « Le Geste amoureux dans la gravure des écoles du Nord (1450-1600) », L'Amour à l'époque moderne : Actes du Colloque de 1992 (sous la direction d'Yves-Marie Bercé), Paris, Presses de l'Université de Paris-Sorbonne,‎ janvier 1994, p. 9-60 (ISSN 0221-3486, lire en ligne)

##### Sur l'Alphabet figuré
- Robert Massin, La Lettre et l'image : La figuration dans l'alphabet latin du VIIIe siècle à nos jours, Paris, Gallimard, 1993, 304 p. (ISBN 978-2-07-011775-8), p. 44-55
- (de) Oswald Erich, « Alphabet », dans Otto Schmitt (dir.), Reallexikon zur Deutschen Kunstgeschichte, Stuttgart, 1934 (lire en ligne), p. 404-412
- (de) Jürgen Wurst, Das Figurenalphabet des Meisters E. S., vol. 73, Munich, tuduv, Institut für Kunstgeschichte « München » : Schriften aus dem Institut für Kunstgeschichte der Universität München, 1999 (ISBN 3-88073-575-1). [Introduction en ligne]. (Page consultée le 21 juin 2013)
- (en) Timothy Husband et Gloria Gilmore-House, The Wild Man : Medieval Myth and Symbolism, New York, The Metropolitan Museum of Art, 1980 (lire en ligne), p. 170-173

#### Reproductions en ligne
- « Gravures en ligne du Département des arts graphiques du Musée du Louvre », sur arts-graphiques.louvre.fr, musée du Louvre (consulté le 26 septembre 2024).
- (de) « Gravures en ligne », sur zeno.org (consulté le 26 septembre 2024).
- (de) « Gravures en ligne », sur deutschefotothek.de, Deutsche Fotothek (consulté le 26 septembre 2024).
- (de) « Gravures en ligne », sur skd.museum, Collections nationales de Dresde (consulté le 26 septembre 2024).
- (de) « Gravures en ligne du Cabinet des Estampes du Herzog Anton Ulrich Museum de Braunschweig », sur virtuelles-kupferstichkabinett.de, via Internet Archive, Musées d'État de Berlin (consulté le 26 septembre 2024).
- (en) « Gravures en ligne », sur hermitagemuseum.org, Musée de l'Ermitage (consulté le 26 septembre 2024).
- (en) « Gravures en ligne », sur metmuseum.org, Metropolitan Museum of Art (consulté le 26 septembre 2024).
- (en) « Gravures en ligne », sur nga.gov, National Gallery of Art (consulté le 26 septembre 2024).
- (en) « Gravures en ligne », sur artic.edu, Art Institute of Chicago (consulté le 26 septembre 2024).
- (en) « Gravures en ligne », sur clevelandart.org, Cleveland Museum of Art (consulté le 26 septembre 2024).

#### Bases et dictionnaires
- Ressources relatives aux beaux-arts :   - Art Institute of Chicago
  - Artists of the World Online
  - Bénézit
  - Musée d'art Nelson-Atkins
  - Musée Städel
  - RKDartists
  - SIKART
  - Union List of Artist Names
- Notices dans des dictionnaires ou encyclopédies généralistes :   - Britannica
  - Den Store Danske Encyklopædi
  - Deutsche Biographie
  - Internetowa encyklopedia PWN
  - Store norske leksikon
- Notices d'autorité :   - VIAF
  - ISNI
  - IdRef
  - LCCN
  - GND
  - Belgique
  - Pologne
  - Israël
  - Tchéquie
  - WorldCat

#### Autres
- Liste des Gesamtwerks des Meisters E. S. (de) (Liste des gravures complètes de Maître E. S. selon la classification de Max Lehrs), sur Wikipédia en allemand
- « Maître E. S. » dans le Dictionnaire de la peinture, Larousse
- (de) « Publications de et sur Maître E. S. », dans le catalogue en ligne de la Bibliothèque nationale allemande (DNB).